# Adescamento (scacchi)
L'adescamento è, negli scacchi, una mossa non strettamente forzante (uno scacco o una minaccia) con cui si attira un pezzo (o più raramente un pedone) avversario su una determinata casa per ottenere un vantaggio materiale o lo scacco matto mediante altri motivi tattici o impedendo al pezzo adescato di svolgere una delle funzioni cui è destinato nella nuova casa che occupa.
Generalmente l'adescamento si effettua tramite un sacrificio (in tal caso si parla di sacrificio di adescamento) con cui si attira un pezzo avversario in una determinata casa per catturarlo, conseguendo un vantaggio. Un tipo particolare di sacrificio di adescamento è quello con cui si attira il re in una rete di matto (adescamento del Re).

## Topologie

### Sacrificio di adescamento
|   | a | b | c | d | e | f | g | h |   |
| 8 | a7 pedone del nero · b7 pedone del nero · f7 pedone del nero · g7 pedone del nero · c6 pedone del nero · e6 re del nero · f6 pedone del nero · a5 alfiere del nero · c4 cavallo del nero · d4 pedone del bianco · d3 re del bianco · h3 pedone del bianco · a2 pedone del bianco · b2 pedone del bianco · f2 pedone del bianco · g2 pedone del bianco · c1 alfiere del bianco · e1 cavallo del bianco | a7 pedone del nero · b7 pedone del nero · f7 pedone del nero · g7 pedone del nero · c6 pedone del nero · e6 re del nero · f6 pedone del nero · a5 alfiere del nero · c4 cavallo del nero · d4 pedone del bianco · d3 re del bianco · h3 pedone del bianco · a2 pedone del bianco · b2 pedone del bianco · f2 pedone del bianco · g2 pedone del bianco · c1 alfiere del bianco · e1 cavallo del bianco | a7 pedone del nero · b7 pedone del nero · f7 pedone del nero · g7 pedone del nero · c6 pedone del nero · e6 re del nero · f6 pedone del nero · a5 alfiere del nero · c4 cavallo del nero · d4 pedone del bianco · d3 re del bianco · h3 pedone del bianco · a2 pedone del bianco · b2 pedone del bianco · f2 pedone del bianco · g2 pedone del bianco · c1 alfiere del bianco · e1 cavallo del bianco | a7 pedone del nero · b7 pedone del nero · f7 pedone del nero · g7 pedone del nero · c6 pedone del nero · e6 re del nero · f6 pedone del nero · a5 alfiere del nero · c4 cavallo del nero · d4 pedone del bianco · d3 re del bianco · h3 pedone del bianco · a2 pedone del bianco · b2 pedone del bianco · f2 pedone del bianco · g2 pedone del bianco · c1 alfiere del bianco · e1 cavallo del bianco | a7 pedone del nero · b7 pedone del nero · f7 pedone del nero · g7 pedone del nero · c6 pedone del nero · e6 re del nero · f6 pedone del nero · a5 alfiere del nero · c4 cavallo del nero · d4 pedone del bianco · d3 re del bianco · h3 pedone del bianco · a2 pedone del bianco · b2 pedone del bianco · f2 pedone del bianco · g2 pedone del bianco · c1 alfiere del bianco · e1 cavallo del bianco | a7 pedone del nero · b7 pedone del nero · f7 pedone del nero · g7 pedone del nero · c6 pedone del nero · e6 re del nero · f6 pedone del nero · a5 alfiere del nero · c4 cavallo del nero · d4 pedone del bianco · d3 re del bianco · h3 pedone del bianco · a2 pedone del bianco · b2 pedone del bianco · f2 pedone del bianco · g2 pedone del bianco · c1 alfiere del bianco · e1 cavallo del bianco | a7 pedone del nero · b7 pedone del nero · f7 pedone del nero · g7 pedone del nero · c6 pedone del nero · e6 re del nero · f6 pedone del nero · a5 alfiere del nero · c4 cavallo del nero · d4 pedone del bianco · d3 re del bianco · h3 pedone del bianco · a2 pedone del bianco · b2 pedone del bianco · f2 pedone del bianco · g2 pedone del bianco · c1 alfiere del bianco · e1 cavallo del bianco | a7 pedone del nero · b7 pedone del nero · f7 pedone del nero · g7 pedone del nero · c6 pedone del nero · e6 re del nero · f6 pedone del nero · a5 alfiere del nero · c4 cavallo del nero · d4 pedone del bianco · d3 re del bianco · h3 pedone del bianco · a2 pedone del bianco · b2 pedone del bianco · f2 pedone del bianco · g2 pedone del bianco · c1 alfiere del bianco · e1 cavallo del bianco | 8 |
| 7 | a7 pedone del nero · b7 pedone del nero · f7 pedone del nero · g7 pedone del nero · c6 pedone del nero · e6 re del nero · f6 pedone del nero · a5 alfiere del nero · c4 cavallo del nero · d4 pedone del bianco · d3 re del bianco · h3 pedone del bianco · a2 pedone del bianco · b2 pedone del bianco · f2 pedone del bianco · g2 pedone del bianco · c1 alfiere del bianco · e1 cavallo del bianco | a7 pedone del nero · b7 pedone del nero · f7 pedone del nero · g7 pedone del nero · c6 pedone del nero · e6 re del nero · f6 pedone del nero · a5 alfiere del nero · c4 cavallo del nero · d4 pedone del bianco · d3 re del bianco · h3 pedone del bianco · a2 pedone del bianco · b2 pedone del bianco · f2 pedone del bianco · g2 pedone del bianco · c1 alfiere del bianco · e1 cavallo del bianco | a7 pedone del nero · b7 pedone del nero · f7 pedone del nero · g7 pedone del nero · c6 pedone del nero · e6 re del nero · f6 pedone del nero · a5 alfiere del nero · c4 cavallo del nero · d4 pedone del bianco · d3 re del bianco · h3 pedone del bianco · a2 pedone del bianco · b2 pedone del bianco · f2 pedone del bianco · g2 pedone del bianco · c1 alfiere del bianco · e1 cavallo del bianco | a7 pedone del nero · b7 pedone del nero · f7 pedone del nero · g7 pedone del nero · c6 pedone del nero · e6 re del nero · f6 pedone del nero · a5 alfiere del nero · c4 cavallo del nero · d4 pedone del bianco · d3 re del bianco · h3 pedone del bianco · a2 pedone del bianco · b2 pedone del bianco · f2 pedone del bianco · g2 pedone del bianco · c1 alfiere del bianco · e1 cavallo del bianco | a7 pedone del nero · b7 pedone del nero · f7 pedone del nero · g7 pedone del nero · c6 pedone del nero · e6 re del nero · f6 pedone del nero · a5 alfiere del nero · c4 cavallo del nero · d4 pedone del bianco · d3 re del bianco · h3 pedone del bianco · a2 pedone del bianco · b2 pedone del bianco · f2 pedone del bianco · g2 pedone del bianco · c1 alfiere del bianco · e1 cavallo del bianco | a7 pedone del nero · b7 pedone del nero · f7 pedone del nero · g7 pedone del nero · c6 pedone del nero · e6 re del nero · f6 pedone del nero · a5 alfiere del nero · c4 cavallo del nero · d4 pedone del bianco · d3 re del bianco · h3 pedone del bianco · a2 pedone del bianco · b2 pedone del bianco · f2 pedone del bianco · g2 pedone del bianco · c1 alfiere del bianco · e1 cavallo del bianco | a7 pedone del nero · b7 pedone del nero · f7 pedone del nero · g7 pedone del nero · c6 pedone del nero · e6 re del nero · f6 pedone del nero · a5 alfiere del nero · c4 cavallo del nero · d4 pedone del bianco · d3 re del bianco · h3 pedone del bianco · a2 pedone del bianco · b2 pedone del bianco · f2 pedone del bianco · g2 pedone del bianco · c1 alfiere del bianco · e1 cavallo del bianco | a7 pedone del nero · b7 pedone del nero · f7 pedone del nero · g7 pedone del nero · c6 pedone del nero · e6 re del nero · f6 pedone del nero · a5 alfiere del nero · c4 cavallo del nero · d4 pedone del bianco · d3 re del bianco · h3 pedone del bianco · a2 pedone del bianco · b2 pedone del bianco · f2 pedone del bianco · g2 pedone del bianco · c1 alfiere del bianco · e1 cavallo del bianco | 7 |
| 6 | a7 pedone del nero · b7 pedone del nero · f7 pedone del nero · g7 pedone del nero · c6 pedone del nero · e6 re del nero · f6 pedone del nero · a5 alfiere del nero · c4 cavallo del nero · d4 pedone del bianco · d3 re del bianco · h3 pedone del bianco · a2 pedone del bianco · b2 pedone del bianco · f2 pedone del bianco · g2 pedone del bianco · c1 alfiere del bianco · e1 cavallo del bianco | a7 pedone del nero · b7 pedone del nero · f7 pedone del nero · g7 pedone del nero · c6 pedone del nero · e6 re del nero · f6 pedone del nero · a5 alfiere del nero · c4 cavallo del nero · d4 pedone del bianco · d3 re del bianco · h3 pedone del bianco · a2 pedone del bianco · b2 pedone del bianco · f2 pedone del bianco · g2 pedone del bianco · c1 alfiere del bianco · e1 cavallo del bianco | a7 pedone del nero · b7 pedone del nero · f7 pedone del nero · g7 pedone del nero · c6 pedone del nero · e6 re del nero · f6 pedone del nero · a5 alfiere del nero · c4 cavallo del nero · d4 pedone del bianco · d3 re del bianco · h3 pedone del bianco · a2 pedone del bianco · b2 pedone del bianco · f2 pedone del bianco · g2 pedone del bianco · c1 alfiere del bianco · e1 cavallo del bianco | a7 pedone del nero · b7 pedone del nero · f7 pedone del nero · g7 pedone del nero · c6 pedone del nero · e6 re del nero · f6 pedone del nero · a5 alfiere del nero · c4 cavallo del nero · d4 pedone del bianco · d3 re del bianco · h3 pedone del bianco · a2 pedone del bianco · b2 pedone del bianco · f2 pedone del bianco · g2 pedone del bianco · c1 alfiere del bianco · e1 cavallo del bianco | a7 pedone del nero · b7 pedone del nero · f7 pedone del nero · g7 pedone del nero · c6 pedone del nero · e6 re del nero · f6 pedone del nero · a5 alfiere del nero · c4 cavallo del nero · d4 pedone del bianco · d3 re del bianco · h3 pedone del bianco · a2 pedone del bianco · b2 pedone del bianco · f2 pedone del bianco · g2 pedone del bianco · c1 alfiere del bianco · e1 cavallo del bianco | a7 pedone del nero · b7 pedone del nero · f7 pedone del nero · g7 pedone del nero · c6 pedone del nero · e6 re del nero · f6 pedone del nero · a5 alfiere del nero · c4 cavallo del nero · d4 pedone del bianco · d3 re del bianco · h3 pedone del bianco · a2 pedone del bianco · b2 pedone del bianco · f2 pedone del bianco · g2 pedone del bianco · c1 alfiere del bianco · e1 cavallo del bianco | a7 pedone del nero · b7 pedone del nero · f7 pedone del nero · g7 pedone del nero · c6 pedone del nero · e6 re del nero · f6 pedone del nero · a5 alfiere del nero · c4 cavallo del nero · d4 pedone del bianco · d3 re del bianco · h3 pedone del bianco · a2 pedone del bianco · b2 pedone del bianco · f2 pedone del bianco · g2 pedone del bianco · c1 alfiere del bianco · e1 cavallo del bianco | a7 pedone del nero · b7 pedone del nero · f7 pedone del nero · g7 pedone del nero · c6 pedone del nero · e6 re del nero · f6 pedone del nero · a5 alfiere del nero · c4 cavallo del nero · d4 pedone del bianco · d3 re del bianco · h3 pedone del bianco · a2 pedone del bianco · b2 pedone del bianco · f2 pedone del bianco · g2 pedone del bianco · c1 alfiere del bianco · e1 cavallo del bianco | 6 |
| 5 | a7 pedone del nero · b7 pedone del nero · f7 pedone del nero · g7 pedone del nero · c6 pedone del nero · e6 re del nero · f6 pedone del nero · a5 alfiere del nero · c4 cavallo del nero · d4 pedone del bianco · d3 re del bianco · h3 pedone del bianco · a2 pedone del bianco · b2 pedone del bianco · f2 pedone del bianco · g2 pedone del bianco · c1 alfiere del bianco · e1 cavallo del bianco | a7 pedone del nero · b7 pedone del nero · f7 pedone del nero · g7 pedone del nero · c6 pedone del nero · e6 re del nero · f6 pedone del nero · a5 alfiere del nero · c4 cavallo del nero · d4 pedone del bianco · d3 re del bianco · h3 pedone del bianco · a2 pedone del bianco · b2 pedone del bianco · f2 pedone del bianco · g2 pedone del bianco · c1 alfiere del bianco · e1 cavallo del bianco | a7 pedone del nero · b7 pedone del nero · f7 pedone del nero · g7 pedone del nero · c6 pedone del nero · e6 re del nero · f6 pedone del nero · a5 alfiere del nero · c4 cavallo del nero · d4 pedone del bianco · d3 re del bianco · h3 pedone del bianco · a2 pedone del bianco · b2 pedone del bianco · f2 pedone del bianco · g2 pedone del bianco · c1 alfiere del bianco · e1 cavallo del bianco | a7 pedone del nero · b7 pedone del nero · f7 pedone del nero · g7 pedone del nero · c6 pedone del nero · e6 re del nero · f6 pedone del nero · a5 alfiere del nero · c4 cavallo del nero · d4 pedone del bianco · d3 re del bianco · h3 pedone del bianco · a2 pedone del bianco · b2 pedone del bianco · f2 pedone del bianco · g2 pedone del bianco · c1 alfiere del bianco · e1 cavallo del bianco | a7 pedone del nero · b7 pedone del nero · f7 pedone del nero · g7 pedone del nero · c6 pedone del nero · e6 re del nero · f6 pedone del nero · a5 alfiere del nero · c4 cavallo del nero · d4 pedone del bianco · d3 re del bianco · h3 pedone del bianco · a2 pedone del bianco · b2 pedone del bianco · f2 pedone del bianco · g2 pedone del bianco · c1 alfiere del bianco · e1 cavallo del bianco | a7 pedone del nero · b7 pedone del nero · f7 pedone del nero · g7 pedone del nero · c6 pedone del nero · e6 re del nero · f6 pedone del nero · a5 alfiere del nero · c4 cavallo del nero · d4 pedone del bianco · d3 re del bianco · h3 pedone del bianco · a2 pedone del bianco · b2 pedone del bianco · f2 pedone del bianco · g2 pedone del bianco · c1 alfiere del bianco · e1 cavallo del bianco | a7 pedone del nero · b7 pedone del nero · f7 pedone del nero · g7 pedone del nero · c6 pedone del nero · e6 re del nero · f6 pedone del nero · a5 alfiere del nero · c4 cavallo del nero · d4 pedone del bianco · d3 re del bianco · h3 pedone del bianco · a2 pedone del bianco · b2 pedone del bianco · f2 pedone del bianco · g2 pedone del bianco · c1 alfiere del bianco · e1 cavallo del bianco | a7 pedone del nero · b7 pedone del nero · f7 pedone del nero · g7 pedone del nero · c6 pedone del nero · e6 re del nero · f6 pedone del nero · a5 alfiere del nero · c4 cavallo del nero · d4 pedone del bianco · d3 re del bianco · h3 pedone del bianco · a2 pedone del bianco · b2 pedone del bianco · f2 pedone del bianco · g2 pedone del bianco · c1 alfiere del bianco · e1 cavallo del bianco | 5 |
| 4 | a7 pedone del nero · b7 pedone del nero · f7 pedone del nero · g7 pedone del nero · c6 pedone del nero · e6 re del nero · f6 pedone del nero · a5 alfiere del nero · c4 cavallo del nero · d4 pedone del bianco · d3 re del bianco · h3 pedone del bianco · a2 pedone del bianco · b2 pedone del bianco · f2 pedone del bianco · g2 pedone del bianco · c1 alfiere del bianco · e1 cavallo del bianco | a7 pedone del nero · b7 pedone del nero · f7 pedone del nero · g7 pedone del nero · c6 pedone del nero · e6 re del nero · f6 pedone del nero · a5 alfiere del nero · c4 cavallo del nero · d4 pedone del bianco · d3 re del bianco · h3 pedone del bianco · a2 pedone del bianco · b2 pedone del bianco · f2 pedone del bianco · g2 pedone del bianco · c1 alfiere del bianco · e1 cavallo del bianco | a7 pedone del nero · b7 pedone del nero · f7 pedone del nero · g7 pedone del nero · c6 pedone del nero · e6 re del nero · f6 pedone del nero · a5 alfiere del nero · c4 cavallo del nero · d4 pedone del bianco · d3 re del bianco · h3 pedone del bianco · a2 pedone del bianco · b2 pedone del bianco · f2 pedone del bianco · g2 pedone del bianco · c1 alfiere del bianco · e1 cavallo del bianco | a7 pedone del nero · b7 pedone del nero · f7 pedone del nero · g7 pedone del nero · c6 pedone del nero · e6 re del nero · f6 pedone del nero · a5 alfiere del nero · c4 cavallo del nero · d4 pedone del bianco · d3 re del bianco · h3 pedone del bianco · a2 pedone del bianco · b2 pedone del bianco · f2 pedone del bianco · g2 pedone del bianco · c1 alfiere del bianco · e1 cavallo del bianco | a7 pedone del nero · b7 pedone del nero · f7 pedone del nero · g7 pedone del nero · c6 pedone del nero · e6 re del nero · f6 pedone del nero · a5 alfiere del nero · c4 cavallo del nero · d4 pedone del bianco · d3 re del bianco · h3 pedone del bianco · a2 pedone del bianco · b2 pedone del bianco · f2 pedone del bianco · g2 pedone del bianco · c1 alfiere del bianco · e1 cavallo del bianco | a7 pedone del nero · b7 pedone del nero · f7 pedone del nero · g7 pedone del nero · c6 pedone del nero · e6 re del nero · f6 pedone del nero · a5 alfiere del nero · c4 cavallo del nero · d4 pedone del bianco · d3 re del bianco · h3 pedone del bianco · a2 pedone del bianco · b2 pedone del bianco · f2 pedone del bianco · g2 pedone del bianco · c1 alfiere del bianco · e1 cavallo del bianco | a7 pedone del nero · b7 pedone del nero · f7 pedone del nero · g7 pedone del nero · c6 pedone del nero · e6 re del nero · f6 pedone del nero · a5 alfiere del nero · c4 cavallo del nero · d4 pedone del bianco · d3 re del bianco · h3 pedone del bianco · a2 pedone del bianco · b2 pedone del bianco · f2 pedone del bianco · g2 pedone del bianco · c1 alfiere del bianco · e1 cavallo del bianco | a7 pedone del nero · b7 pedone del nero · f7 pedone del nero · g7 pedone del nero · c6 pedone del nero · e6 re del nero · f6 pedone del nero · a5 alfiere del nero · c4 cavallo del nero · d4 pedone del bianco · d3 re del bianco · h3 pedone del bianco · a2 pedone del bianco · b2 pedone del bianco · f2 pedone del bianco · g2 pedone del bianco · c1 alfiere del bianco · e1 cavallo del bianco | 4 |
| 3 | a7 pedone del nero · b7 pedone del nero · f7 pedone del nero · g7 pedone del nero · c6 pedone del nero · e6 re del nero · f6 pedone del nero · a5 alfiere del nero · c4 cavallo del nero · d4 pedone del bianco · d3 re del bianco · h3 pedone del bianco · a2 pedone del bianco · b2 pedone del bianco · f2 pedone del bianco · g2 pedone del bianco · c1 alfiere del bianco · e1 cavallo del bianco | a7 pedone del nero · b7 pedone del nero · f7 pedone del nero · g7 pedone del nero · c6 pedone del nero · e6 re del nero · f6 pedone del nero · a5 alfiere del nero · c4 cavallo del nero · d4 pedone del bianco · d3 re del bianco · h3 pedone del bianco · a2 pedone del bianco · b2 pedone del bianco · f2 pedone del bianco · g2 pedone del bianco · c1 alfiere del bianco · e1 cavallo del bianco | a7 pedone del nero · b7 pedone del nero · f7 pedone del nero · g7 pedone del nero · c6 pedone del nero · e6 re del nero · f6 pedone del nero · a5 alfiere del nero · c4 cavallo del nero · d4 pedone del bianco · d3 re del bianco · h3 pedone del bianco · a2 pedone del bianco · b2 pedone del bianco · f2 pedone del bianco · g2 pedone del bianco · c1 alfiere del bianco · e1 cavallo del bianco | a7 pedone del nero · b7 pedone del nero · f7 pedone del nero · g7 pedone del nero · c6 pedone del nero · e6 re del nero · f6 pedone del nero · a5 alfiere del nero · c4 cavallo del nero · d4 pedone del bianco · d3 re del bianco · h3 pedone del bianco · a2 pedone del bianco · b2 pedone del bianco · f2 pedone del bianco · g2 pedone del bianco · c1 alfiere del bianco · e1 cavallo del bianco | a7 pedone del nero · b7 pedone del nero · f7 pedone del nero · g7 pedone del nero · c6 pedone del nero · e6 re del nero · f6 pedone del nero · a5 alfiere del nero · c4 cavallo del nero · d4 pedone del bianco · d3 re del bianco · h3 pedone del bianco · a2 pedone del bianco · b2 pedone del bianco · f2 pedone del bianco · g2 pedone del bianco · c1 alfiere del bianco · e1 cavallo del bianco | a7 pedone del nero · b7 pedone del nero · f7 pedone del nero · g7 pedone del nero · c6 pedone del nero · e6 re del nero · f6 pedone del nero · a5 alfiere del nero · c4 cavallo del nero · d4 pedone del bianco · d3 re del bianco · h3 pedone del bianco · a2 pedone del bianco · b2 pedone del bianco · f2 pedone del bianco · g2 pedone del bianco · c1 alfiere del bianco · e1 cavallo del bianco | a7 pedone del nero · b7 pedone del nero · f7 pedone del nero · g7 pedone del nero · c6 pedone del nero · e6 re del nero · f6 pedone del nero · a5 alfiere del nero · c4 cavallo del nero · d4 pedone del bianco · d3 re del bianco · h3 pedone del bianco · a2 pedone del bianco · b2 pedone del bianco · f2 pedone del bianco · g2 pedone del bianco · c1 alfiere del bianco · e1 cavallo del bianco | a7 pedone del nero · b7 pedone del nero · f7 pedone del nero · g7 pedone del nero · c6 pedone del nero · e6 re del nero · f6 pedone del nero · a5 alfiere del nero · c4 cavallo del nero · d4 pedone del bianco · d3 re del bianco · h3 pedone del bianco · a2 pedone del bianco · b2 pedone del bianco · f2 pedone del bianco · g2 pedone del bianco · c1 alfiere del bianco · e1 cavallo del bianco | 3 |
| 2 | a7 pedone del nero · b7 pedone del nero · f7 pedone del nero · g7 pedone del nero · c6 pedone del nero · e6 re del nero · f6 pedone del nero · a5 alfiere del nero · c4 cavallo del nero · d4 pedone del bianco · d3 re del bianco · h3 pedone del bianco · a2 pedone del bianco · b2 pedone del bianco · f2 pedone del bianco · g2 pedone del bianco · c1 alfiere del bianco · e1 cavallo del bianco | a7 pedone del nero · b7 pedone del nero · f7 pedone del nero · g7 pedone del nero · c6 pedone del nero · e6 re del nero · f6 pedone del nero · a5 alfiere del nero · c4 cavallo del nero · d4 pedone del bianco · d3 re del bianco · h3 pedone del bianco · a2 pedone del bianco · b2 pedone del bianco · f2 pedone del bianco · g2 pedone del bianco · c1 alfiere del bianco · e1 cavallo del bianco | a7 pedone del nero · b7 pedone del nero · f7 pedone del nero · g7 pedone del nero · c6 pedone del nero · e6 re del nero · f6 pedone del nero · a5 alfiere del nero · c4 cavallo del nero · d4 pedone del bianco · d3 re del bianco · h3 pedone del bianco · a2 pedone del bianco · b2 pedone del bianco · f2 pedone del bianco · g2 pedone del bianco · c1 alfiere del bianco · e1 cavallo del bianco | a7 pedone del nero · b7 pedone del nero · f7 pedone del nero · g7 pedone del nero · c6 pedone del nero · e6 re del nero · f6 pedone del nero · a5 alfiere del nero · c4 cavallo del nero · d4 pedone del bianco · d3 re del bianco · h3 pedone del bianco · a2 pedone del bianco · b2 pedone del bianco · f2 pedone del bianco · g2 pedone del bianco · c1 alfiere del bianco · e1 cavallo del bianco | a7 pedone del nero · b7 pedone del nero · f7 pedone del nero · g7 pedone del nero · c6 pedone del nero · e6 re del nero · f6 pedone del nero · a5 alfiere del nero · c4 cavallo del nero · d4 pedone del bianco · d3 re del bianco · h3 pedone del bianco · a2 pedone del bianco · b2 pedone del bianco · f2 pedone del bianco · g2 pedone del bianco · c1 alfiere del bianco · e1 cavallo del bianco | a7 pedone del nero · b7 pedone del nero · f7 pedone del nero · g7 pedone del nero · c6 pedone del nero · e6 re del nero · f6 pedone del nero · a5 alfiere del nero · c4 cavallo del nero · d4 pedone del bianco · d3 re del bianco · h3 pedone del bianco · a2 pedone del bianco · b2 pedone del bianco · f2 pedone del bianco · g2 pedone del bianco · c1 alfiere del bianco · e1 cavallo del bianco | a7 pedone del nero · b7 pedone del nero · f7 pedone del nero · g7 pedone del nero · c6 pedone del nero · e6 re del nero · f6 pedone del nero · a5 alfiere del nero · c4 cavallo del nero · d4 pedone del bianco · d3 re del bianco · h3 pedone del bianco · a2 pedone del bianco · b2 pedone del bianco · f2 pedone del bianco · g2 pedone del bianco · c1 alfiere del bianco · e1 cavallo del bianco | a7 pedone del nero · b7 pedone del nero · f7 pedone del nero · g7 pedone del nero · c6 pedone del nero · e6 re del nero · f6 pedone del nero · a5 alfiere del nero · c4 cavallo del nero · d4 pedone del bianco · d3 re del bianco · h3 pedone del bianco · a2 pedone del bianco · b2 pedone del bianco · f2 pedone del bianco · g2 pedone del bianco · c1 alfiere del bianco · e1 cavallo del bianco | 2 |
| 1 | a7 pedone del nero · b7 pedone del nero · f7 pedone del nero · g7 pedone del nero · c6 pedone del nero · e6 re del nero · f6 pedone del nero · a5 alfiere del nero · c4 cavallo del nero · d4 pedone del bianco · d3 re del bianco · h3 pedone del bianco · a2 pedone del bianco · b2 pedone del bianco · f2 pedone del bianco · g2 pedone del bianco · c1 alfiere del bianco · e1 cavallo del bianco | a7 pedone del nero · b7 pedone del nero · f7 pedone del nero · g7 pedone del nero · c6 pedone del nero · e6 re del nero · f6 pedone del nero · a5 alfiere del nero · c4 cavallo del nero · d4 pedone del bianco · d3 re del bianco · h3 pedone del bianco · a2 pedone del bianco · b2 pedone del bianco · f2 pedone del bianco · g2 pedone del bianco · c1 alfiere del bianco · e1 cavallo del bianco | a7 pedone del nero · b7 pedone del nero · f7 pedone del nero · g7 pedone del nero · c6 pedone del nero · e6 re del nero · f6 pedone del nero · a5 alfiere del nero · c4 cavallo del nero · d4 pedone del bianco · d3 re del bianco · h3 pedone del bianco · a2 pedone del bianco · b2 pedone del bianco · f2 pedone del bianco · g2 pedone del bianco · c1 alfiere del bianco · e1 cavallo del bianco | a7 pedone del nero · b7 pedone del nero · f7 pedone del nero · g7 pedone del nero · c6 pedone del nero · e6 re del nero · f6 pedone del nero · a5 alfiere del nero · c4 cavallo del nero · d4 pedone del bianco · d3 re del bianco · h3 pedone del bianco · a2 pedone del bianco · b2 pedone del bianco · f2 pedone del bianco · g2 pedone del bianco · c1 alfiere del bianco · e1 cavallo del bianco | a7 pedone del nero · b7 pedone del nero · f7 pedone del nero · g7 pedone del nero · c6 pedone del nero · e6 re del nero · f6 pedone del nero · a5 alfiere del nero · c4 cavallo del nero · d4 pedone del bianco · d3 re del bianco · h3 pedone del bianco · a2 pedone del bianco · b2 pedone del bianco · f2 pedone del bianco · g2 pedone del bianco · c1 alfiere del bianco · e1 cavallo del bianco | a7 pedone del nero · b7 pedone del nero · f7 pedone del nero · g7 pedone del nero · c6 pedone del nero · e6 re del nero · f6 pedone del nero · a5 alfiere del nero · c4 cavallo del nero · d4 pedone del bianco · d3 re del bianco · h3 pedone del bianco · a2 pedone del bianco · b2 pedone del bianco · f2 pedone del bianco · g2 pedone del bianco · c1 alfiere del bianco · e1 cavallo del bianco | a7 pedone del nero · b7 pedone del nero · f7 pedone del nero · g7 pedone del nero · c6 pedone del nero · e6 re del nero · f6 pedone del nero · a5 alfiere del nero · c4 cavallo del nero · d4 pedone del bianco · d3 re del bianco · h3 pedone del bianco · a2 pedone del bianco · b2 pedone del bianco · f2 pedone del bianco · g2 pedone del bianco · c1 alfiere del bianco · e1 cavallo del bianco | a7 pedone del nero · b7 pedone del nero · f7 pedone del nero · g7 pedone del nero · c6 pedone del nero · e6 re del nero · f6 pedone del nero · a5 alfiere del nero · c4 cavallo del nero · d4 pedone del bianco · d3 re del bianco · h3 pedone del bianco · a2 pedone del bianco · b2 pedone del bianco · f2 pedone del bianco · g2 pedone del bianco · c1 alfiere del bianco · e1 cavallo del bianco | 1 |
|   | a | b | c | d | e | f | g | h |   |

Un esempio di adescamento con attacco doppio: il N. ha appena giocato 23. ... Ac7-a5 attaccando il Ce1. Il Re bianco minaccia a sua volta il Cavallo nero in c4.
Lasker ha risposto con 24. b4! (adescamento dell'Alfiere nero in b4). Dopo 24. ... Axb4 è seguita 25. Cc2! e ora sono in presa due pezzi del Nero (l'Ab4 e il Cc4) Il B. vince un pezzo; Euwe ha abbandonato un paio di mosse dopo.
|   | a | b | c | d | e | f | g | h |   |
| 8 | a7 pedone del nero · b7 pedone del nero · f7 pedone del nero · g7 pedone del nero · c6 pedone del nero · e6 re del nero · f6 pedone del nero · b4 alfiere del nero · c4 cavallo del nero · d4 pedone del bianco · d3 re del bianco · h3 pedone del bianco · a2 pedone del bianco · c2 cavallo del bianco · f2 pedone del bianco · g2 pedone del bianco · c1 alfiere del bianco | a7 pedone del nero · b7 pedone del nero · f7 pedone del nero · g7 pedone del nero · c6 pedone del nero · e6 re del nero · f6 pedone del nero · b4 alfiere del nero · c4 cavallo del nero · d4 pedone del bianco · d3 re del bianco · h3 pedone del bianco · a2 pedone del bianco · c2 cavallo del bianco · f2 pedone del bianco · g2 pedone del bianco · c1 alfiere del bianco | a7 pedone del nero · b7 pedone del nero · f7 pedone del nero · g7 pedone del nero · c6 pedone del nero · e6 re del nero · f6 pedone del nero · b4 alfiere del nero · c4 cavallo del nero · d4 pedone del bianco · d3 re del bianco · h3 pedone del bianco · a2 pedone del bianco · c2 cavallo del bianco · f2 pedone del bianco · g2 pedone del bianco · c1 alfiere del bianco | a7 pedone del nero · b7 pedone del nero · f7 pedone del nero · g7 pedone del nero · c6 pedone del nero · e6 re del nero · f6 pedone del nero · b4 alfiere del nero · c4 cavallo del nero · d4 pedone del bianco · d3 re del bianco · h3 pedone del bianco · a2 pedone del bianco · c2 cavallo del bianco · f2 pedone del bianco · g2 pedone del bianco · c1 alfiere del bianco | a7 pedone del nero · b7 pedone del nero · f7 pedone del nero · g7 pedone del nero · c6 pedone del nero · e6 re del nero · f6 pedone del nero · b4 alfiere del nero · c4 cavallo del nero · d4 pedone del bianco · d3 re del bianco · h3 pedone del bianco · a2 pedone del bianco · c2 cavallo del bianco · f2 pedone del bianco · g2 pedone del bianco · c1 alfiere del bianco | a7 pedone del nero · b7 pedone del nero · f7 pedone del nero · g7 pedone del nero · c6 pedone del nero · e6 re del nero · f6 pedone del nero · b4 alfiere del nero · c4 cavallo del nero · d4 pedone del bianco · d3 re del bianco · h3 pedone del bianco · a2 pedone del bianco · c2 cavallo del bianco · f2 pedone del bianco · g2 pedone del bianco · c1 alfiere del bianco | a7 pedone del nero · b7 pedone del nero · f7 pedone del nero · g7 pedone del nero · c6 pedone del nero · e6 re del nero · f6 pedone del nero · b4 alfiere del nero · c4 cavallo del nero · d4 pedone del bianco · d3 re del bianco · h3 pedone del bianco · a2 pedone del bianco · c2 cavallo del bianco · f2 pedone del bianco · g2 pedone del bianco · c1 alfiere del bianco | a7 pedone del nero · b7 pedone del nero · f7 pedone del nero · g7 pedone del nero · c6 pedone del nero · e6 re del nero · f6 pedone del nero · b4 alfiere del nero · c4 cavallo del nero · d4 pedone del bianco · d3 re del bianco · h3 pedone del bianco · a2 pedone del bianco · c2 cavallo del bianco · f2 pedone del bianco · g2 pedone del bianco · c1 alfiere del bianco | 8 |
| 7 | a7 pedone del nero · b7 pedone del nero · f7 pedone del nero · g7 pedone del nero · c6 pedone del nero · e6 re del nero · f6 pedone del nero · b4 alfiere del nero · c4 cavallo del nero · d4 pedone del bianco · d3 re del bianco · h3 pedone del bianco · a2 pedone del bianco · c2 cavallo del bianco · f2 pedone del bianco · g2 pedone del bianco · c1 alfiere del bianco | a7 pedone del nero · b7 pedone del nero · f7 pedone del nero · g7 pedone del nero · c6 pedone del nero · e6 re del nero · f6 pedone del nero · b4 alfiere del nero · c4 cavallo del nero · d4 pedone del bianco · d3 re del bianco · h3 pedone del bianco · a2 pedone del bianco · c2 cavallo del bianco · f2 pedone del bianco · g2 pedone del bianco · c1 alfiere del bianco | a7 pedone del nero · b7 pedone del nero · f7 pedone del nero · g7 pedone del nero · c6 pedone del nero · e6 re del nero · f6 pedone del nero · b4 alfiere del nero · c4 cavallo del nero · d4 pedone del bianco · d3 re del bianco · h3 pedone del bianco · a2 pedone del bianco · c2 cavallo del bianco · f2 pedone del bianco · g2 pedone del bianco · c1 alfiere del bianco | a7 pedone del nero · b7 pedone del nero · f7 pedone del nero · g7 pedone del nero · c6 pedone del nero · e6 re del nero · f6 pedone del nero · b4 alfiere del nero · c4 cavallo del nero · d4 pedone del bianco · d3 re del bianco · h3 pedone del bianco · a2 pedone del bianco · c2 cavallo del bianco · f2 pedone del bianco · g2 pedone del bianco · c1 alfiere del bianco | a7 pedone del nero · b7 pedone del nero · f7 pedone del nero · g7 pedone del nero · c6 pedone del nero · e6 re del nero · f6 pedone del nero · b4 alfiere del nero · c4 cavallo del nero · d4 pedone del bianco · d3 re del bianco · h3 pedone del bianco · a2 pedone del bianco · c2 cavallo del bianco · f2 pedone del bianco · g2 pedone del bianco · c1 alfiere del bianco | a7 pedone del nero · b7 pedone del nero · f7 pedone del nero · g7 pedone del nero · c6 pedone del nero · e6 re del nero · f6 pedone del nero · b4 alfiere del nero · c4 cavallo del nero · d4 pedone del bianco · d3 re del bianco · h3 pedone del bianco · a2 pedone del bianco · c2 cavallo del bianco · f2 pedone del bianco · g2 pedone del bianco · c1 alfiere del bianco | a7 pedone del nero · b7 pedone del nero · f7 pedone del nero · g7 pedone del nero · c6 pedone del nero · e6 re del nero · f6 pedone del nero · b4 alfiere del nero · c4 cavallo del nero · d4 pedone del bianco · d3 re del bianco · h3 pedone del bianco · a2 pedone del bianco · c2 cavallo del bianco · f2 pedone del bianco · g2 pedone del bianco · c1 alfiere del bianco | a7 pedone del nero · b7 pedone del nero · f7 pedone del nero · g7 pedone del nero · c6 pedone del nero · e6 re del nero · f6 pedone del nero · b4 alfiere del nero · c4 cavallo del nero · d4 pedone del bianco · d3 re del bianco · h3 pedone del bianco · a2 pedone del bianco · c2 cavallo del bianco · f2 pedone del bianco · g2 pedone del bianco · c1 alfiere del bianco | 7 |
| 6 | a7 pedone del nero · b7 pedone del nero · f7 pedone del nero · g7 pedone del nero · c6 pedone del nero · e6 re del nero · f6 pedone del nero · b4 alfiere del nero · c4 cavallo del nero · d4 pedone del bianco · d3 re del bianco · h3 pedone del bianco · a2 pedone del bianco · c2 cavallo del bianco · f2 pedone del bianco · g2 pedone del bianco · c1 alfiere del bianco | a7 pedone del nero · b7 pedone del nero · f7 pedone del nero · g7 pedone del nero · c6 pedone del nero · e6 re del nero · f6 pedone del nero · b4 alfiere del nero · c4 cavallo del nero · d4 pedone del bianco · d3 re del bianco · h3 pedone del bianco · a2 pedone del bianco · c2 cavallo del bianco · f2 pedone del bianco · g2 pedone del bianco · c1 alfiere del bianco | a7 pedone del nero · b7 pedone del nero · f7 pedone del nero · g7 pedone del nero · c6 pedone del nero · e6 re del nero · f6 pedone del nero · b4 alfiere del nero · c4 cavallo del nero · d4 pedone del bianco · d3 re del bianco · h3 pedone del bianco · a2 pedone del bianco · c2 cavallo del bianco · f2 pedone del bianco · g2 pedone del bianco · c1 alfiere del bianco | a7 pedone del nero · b7 pedone del nero · f7 pedone del nero · g7 pedone del nero · c6 pedone del nero · e6 re del nero · f6 pedone del nero · b4 alfiere del nero · c4 cavallo del nero · d4 pedone del bianco · d3 re del bianco · h3 pedone del bianco · a2 pedone del bianco · c2 cavallo del bianco · f2 pedone del bianco · g2 pedone del bianco · c1 alfiere del bianco | a7 pedone del nero · b7 pedone del nero · f7 pedone del nero · g7 pedone del nero · c6 pedone del nero · e6 re del nero · f6 pedone del nero · b4 alfiere del nero · c4 cavallo del nero · d4 pedone del bianco · d3 re del bianco · h3 pedone del bianco · a2 pedone del bianco · c2 cavallo del bianco · f2 pedone del bianco · g2 pedone del bianco · c1 alfiere del bianco | a7 pedone del nero · b7 pedone del nero · f7 pedone del nero · g7 pedone del nero · c6 pedone del nero · e6 re del nero · f6 pedone del nero · b4 alfiere del nero · c4 cavallo del nero · d4 pedone del bianco · d3 re del bianco · h3 pedone del bianco · a2 pedone del bianco · c2 cavallo del bianco · f2 pedone del bianco · g2 pedone del bianco · c1 alfiere del bianco | a7 pedone del nero · b7 pedone del nero · f7 pedone del nero · g7 pedone del nero · c6 pedone del nero · e6 re del nero · f6 pedone del nero · b4 alfiere del nero · c4 cavallo del nero · d4 pedone del bianco · d3 re del bianco · h3 pedone del bianco · a2 pedone del bianco · c2 cavallo del bianco · f2 pedone del bianco · g2 pedone del bianco · c1 alfiere del bianco | a7 pedone del nero · b7 pedone del nero · f7 pedone del nero · g7 pedone del nero · c6 pedone del nero · e6 re del nero · f6 pedone del nero · b4 alfiere del nero · c4 cavallo del nero · d4 pedone del bianco · d3 re del bianco · h3 pedone del bianco · a2 pedone del bianco · c2 cavallo del bianco · f2 pedone del bianco · g2 pedone del bianco · c1 alfiere del bianco | 6 |
| 5 | a7 pedone del nero · b7 pedone del nero · f7 pedone del nero · g7 pedone del nero · c6 pedone del nero · e6 re del nero · f6 pedone del nero · b4 alfiere del nero · c4 cavallo del nero · d4 pedone del bianco · d3 re del bianco · h3 pedone del bianco · a2 pedone del bianco · c2 cavallo del bianco · f2 pedone del bianco · g2 pedone del bianco · c1 alfiere del bianco | a7 pedone del nero · b7 pedone del nero · f7 pedone del nero · g7 pedone del nero · c6 pedone del nero · e6 re del nero · f6 pedone del nero · b4 alfiere del nero · c4 cavallo del nero · d4 pedone del bianco · d3 re del bianco · h3 pedone del bianco · a2 pedone del bianco · c2 cavallo del bianco · f2 pedone del bianco · g2 pedone del bianco · c1 alfiere del bianco | a7 pedone del nero · b7 pedone del nero · f7 pedone del nero · g7 pedone del nero · c6 pedone del nero · e6 re del nero · f6 pedone del nero · b4 alfiere del nero · c4 cavallo del nero · d4 pedone del bianco · d3 re del bianco · h3 pedone del bianco · a2 pedone del bianco · c2 cavallo del bianco · f2 pedone del bianco · g2 pedone del bianco · c1 alfiere del bianco | a7 pedone del nero · b7 pedone del nero · f7 pedone del nero · g7 pedone del nero · c6 pedone del nero · e6 re del nero · f6 pedone del nero · b4 alfiere del nero · c4 cavallo del nero · d4 pedone del bianco · d3 re del bianco · h3 pedone del bianco · a2 pedone del bianco · c2 cavallo del bianco · f2 pedone del bianco · g2 pedone del bianco · c1 alfiere del bianco | a7 pedone del nero · b7 pedone del nero · f7 pedone del nero · g7 pedone del nero · c6 pedone del nero · e6 re del nero · f6 pedone del nero · b4 alfiere del nero · c4 cavallo del nero · d4 pedone del bianco · d3 re del bianco · h3 pedone del bianco · a2 pedone del bianco · c2 cavallo del bianco · f2 pedone del bianco · g2 pedone del bianco · c1 alfiere del bianco | a7 pedone del nero · b7 pedone del nero · f7 pedone del nero · g7 pedone del nero · c6 pedone del nero · e6 re del nero · f6 pedone del nero · b4 alfiere del nero · c4 cavallo del nero · d4 pedone del bianco · d3 re del bianco · h3 pedone del bianco · a2 pedone del bianco · c2 cavallo del bianco · f2 pedone del bianco · g2 pedone del bianco · c1 alfiere del bianco | a7 pedone del nero · b7 pedone del nero · f7 pedone del nero · g7 pedone del nero · c6 pedone del nero · e6 re del nero · f6 pedone del nero · b4 alfiere del nero · c4 cavallo del nero · d4 pedone del bianco · d3 re del bianco · h3 pedone del bianco · a2 pedone del bianco · c2 cavallo del bianco · f2 pedone del bianco · g2 pedone del bianco · c1 alfiere del bianco | a7 pedone del nero · b7 pedone del nero · f7 pedone del nero · g7 pedone del nero · c6 pedone del nero · e6 re del nero · f6 pedone del nero · b4 alfiere del nero · c4 cavallo del nero · d4 pedone del bianco · d3 re del bianco · h3 pedone del bianco · a2 pedone del bianco · c2 cavallo del bianco · f2 pedone del bianco · g2 pedone del bianco · c1 alfiere del bianco | 5 |
| 4 | a7 pedone del nero · b7 pedone del nero · f7 pedone del nero · g7 pedone del nero · c6 pedone del nero · e6 re del nero · f6 pedone del nero · b4 alfiere del nero · c4 cavallo del nero · d4 pedone del bianco · d3 re del bianco · h3 pedone del bianco · a2 pedone del bianco · c2 cavallo del bianco · f2 pedone del bianco · g2 pedone del bianco · c1 alfiere del bianco | a7 pedone del nero · b7 pedone del nero · f7 pedone del nero · g7 pedone del nero · c6 pedone del nero · e6 re del nero · f6 pedone del nero · b4 alfiere del nero · c4 cavallo del nero · d4 pedone del bianco · d3 re del bianco · h3 pedone del bianco · a2 pedone del bianco · c2 cavallo del bianco · f2 pedone del bianco · g2 pedone del bianco · c1 alfiere del bianco | a7 pedone del nero · b7 pedone del nero · f7 pedone del nero · g7 pedone del nero · c6 pedone del nero · e6 re del nero · f6 pedone del nero · b4 alfiere del nero · c4 cavallo del nero · d4 pedone del bianco · d3 re del bianco · h3 pedone del bianco · a2 pedone del bianco · c2 cavallo del bianco · f2 pedone del bianco · g2 pedone del bianco · c1 alfiere del bianco | a7 pedone del nero · b7 pedone del nero · f7 pedone del nero · g7 pedone del nero · c6 pedone del nero · e6 re del nero · f6 pedone del nero · b4 alfiere del nero · c4 cavallo del nero · d4 pedone del bianco · d3 re del bianco · h3 pedone del bianco · a2 pedone del bianco · c2 cavallo del bianco · f2 pedone del bianco · g2 pedone del bianco · c1 alfiere del bianco | a7 pedone del nero · b7 pedone del nero · f7 pedone del nero · g7 pedone del nero · c6 pedone del nero · e6 re del nero · f6 pedone del nero · b4 alfiere del nero · c4 cavallo del nero · d4 pedone del bianco · d3 re del bianco · h3 pedone del bianco · a2 pedone del bianco · c2 cavallo del bianco · f2 pedone del bianco · g2 pedone del bianco · c1 alfiere del bianco | a7 pedone del nero · b7 pedone del nero · f7 pedone del nero · g7 pedone del nero · c6 pedone del nero · e6 re del nero · f6 pedone del nero · b4 alfiere del nero · c4 cavallo del nero · d4 pedone del bianco · d3 re del bianco · h3 pedone del bianco · a2 pedone del bianco · c2 cavallo del bianco · f2 pedone del bianco · g2 pedone del bianco · c1 alfiere del bianco | a7 pedone del nero · b7 pedone del nero · f7 pedone del nero · g7 pedone del nero · c6 pedone del nero · e6 re del nero · f6 pedone del nero · b4 alfiere del nero · c4 cavallo del nero · d4 pedone del bianco · d3 re del bianco · h3 pedone del bianco · a2 pedone del bianco · c2 cavallo del bianco · f2 pedone del bianco · g2 pedone del bianco · c1 alfiere del bianco | a7 pedone del nero · b7 pedone del nero · f7 pedone del nero · g7 pedone del nero · c6 pedone del nero · e6 re del nero · f6 pedone del nero · b4 alfiere del nero · c4 cavallo del nero · d4 pedone del bianco · d3 re del bianco · h3 pedone del bianco · a2 pedone del bianco · c2 cavallo del bianco · f2 pedone del bianco · g2 pedone del bianco · c1 alfiere del bianco | 4 |
| 3 | a7 pedone del nero · b7 pedone del nero · f7 pedone del nero · g7 pedone del nero · c6 pedone del nero · e6 re del nero · f6 pedone del nero · b4 alfiere del nero · c4 cavallo del nero · d4 pedone del bianco · d3 re del bianco · h3 pedone del bianco · a2 pedone del bianco · c2 cavallo del bianco · f2 pedone del bianco · g2 pedone del bianco · c1 alfiere del bianco | a7 pedone del nero · b7 pedone del nero · f7 pedone del nero · g7 pedone del nero · c6 pedone del nero · e6 re del nero · f6 pedone del nero · b4 alfiere del nero · c4 cavallo del nero · d4 pedone del bianco · d3 re del bianco · h3 pedone del bianco · a2 pedone del bianco · c2 cavallo del bianco · f2 pedone del bianco · g2 pedone del bianco · c1 alfiere del bianco | a7 pedone del nero · b7 pedone del nero · f7 pedone del nero · g7 pedone del nero · c6 pedone del nero · e6 re del nero · f6 pedone del nero · b4 alfiere del nero · c4 cavallo del nero · d4 pedone del bianco · d3 re del bianco · h3 pedone del bianco · a2 pedone del bianco · c2 cavallo del bianco · f2 pedone del bianco · g2 pedone del bianco · c1 alfiere del bianco | a7 pedone del nero · b7 pedone del nero · f7 pedone del nero · g7 pedone del nero · c6 pedone del nero · e6 re del nero · f6 pedone del nero · b4 alfiere del nero · c4 cavallo del nero · d4 pedone del bianco · d3 re del bianco · h3 pedone del bianco · a2 pedone del bianco · c2 cavallo del bianco · f2 pedone del bianco · g2 pedone del bianco · c1 alfiere del bianco | a7 pedone del nero · b7 pedone del nero · f7 pedone del nero · g7 pedone del nero · c6 pedone del nero · e6 re del nero · f6 pedone del nero · b4 alfiere del nero · c4 cavallo del nero · d4 pedone del bianco · d3 re del bianco · h3 pedone del bianco · a2 pedone del bianco · c2 cavallo del bianco · f2 pedone del bianco · g2 pedone del bianco · c1 alfiere del bianco | a7 pedone del nero · b7 pedone del nero · f7 pedone del nero · g7 pedone del nero · c6 pedone del nero · e6 re del nero · f6 pedone del nero · b4 alfiere del nero · c4 cavallo del nero · d4 pedone del bianco · d3 re del bianco · h3 pedone del bianco · a2 pedone del bianco · c2 cavallo del bianco · f2 pedone del bianco · g2 pedone del bianco · c1 alfiere del bianco | a7 pedone del nero · b7 pedone del nero · f7 pedone del nero · g7 pedone del nero · c6 pedone del nero · e6 re del nero · f6 pedone del nero · b4 alfiere del nero · c4 cavallo del nero · d4 pedone del bianco · d3 re del bianco · h3 pedone del bianco · a2 pedone del bianco · c2 cavallo del bianco · f2 pedone del bianco · g2 pedone del bianco · c1 alfiere del bianco | a7 pedone del nero · b7 pedone del nero · f7 pedone del nero · g7 pedone del nero · c6 pedone del nero · e6 re del nero · f6 pedone del nero · b4 alfiere del nero · c4 cavallo del nero · d4 pedone del bianco · d3 re del bianco · h3 pedone del bianco · a2 pedone del bianco · c2 cavallo del bianco · f2 pedone del bianco · g2 pedone del bianco · c1 alfiere del bianco | 3 |
| 2 | a7 pedone del nero · b7 pedone del nero · f7 pedone del nero · g7 pedone del nero · c6 pedone del nero · e6 re del nero · f6 pedone del nero · b4 alfiere del nero · c4 cavallo del nero · d4 pedone del bianco · d3 re del bianco · h3 pedone del bianco · a2 pedone del bianco · c2 cavallo del bianco · f2 pedone del bianco · g2 pedone del bianco · c1 alfiere del bianco | a7 pedone del nero · b7 pedone del nero · f7 pedone del nero · g7 pedone del nero · c6 pedone del nero · e6 re del nero · f6 pedone del nero · b4 alfiere del nero · c4 cavallo del nero · d4 pedone del bianco · d3 re del bianco · h3 pedone del bianco · a2 pedone del bianco · c2 cavallo del bianco · f2 pedone del bianco · g2 pedone del bianco · c1 alfiere del bianco | a7 pedone del nero · b7 pedone del nero · f7 pedone del nero · g7 pedone del nero · c6 pedone del nero · e6 re del nero · f6 pedone del nero · b4 alfiere del nero · c4 cavallo del nero · d4 pedone del bianco · d3 re del bianco · h3 pedone del bianco · a2 pedone del bianco · c2 cavallo del bianco · f2 pedone del bianco · g2 pedone del bianco · c1 alfiere del bianco | a7 pedone del nero · b7 pedone del nero · f7 pedone del nero · g7 pedone del nero · c6 pedone del nero · e6 re del nero · f6 pedone del nero · b4 alfiere del nero · c4 cavallo del nero · d4 pedone del bianco · d3 re del bianco · h3 pedone del bianco · a2 pedone del bianco · c2 cavallo del bianco · f2 pedone del bianco · g2 pedone del bianco · c1 alfiere del bianco | a7 pedone del nero · b7 pedone del nero · f7 pedone del nero · g7 pedone del nero · c6 pedone del nero · e6 re del nero · f6 pedone del nero · b4 alfiere del nero · c4 cavallo del nero · d4 pedone del bianco · d3 re del bianco · h3 pedone del bianco · a2 pedone del bianco · c2 cavallo del bianco · f2 pedone del bianco · g2 pedone del bianco · c1 alfiere del bianco | a7 pedone del nero · b7 pedone del nero · f7 pedone del nero · g7 pedone del nero · c6 pedone del nero · e6 re del nero · f6 pedone del nero · b4 alfiere del nero · c4 cavallo del nero · d4 pedone del bianco · d3 re del bianco · h3 pedone del bianco · a2 pedone del bianco · c2 cavallo del bianco · f2 pedone del bianco · g2 pedone del bianco · c1 alfiere del bianco | a7 pedone del nero · b7 pedone del nero · f7 pedone del nero · g7 pedone del nero · c6 pedone del nero · e6 re del nero · f6 pedone del nero · b4 alfiere del nero · c4 cavallo del nero · d4 pedone del bianco · d3 re del bianco · h3 pedone del bianco · a2 pedone del bianco · c2 cavallo del bianco · f2 pedone del bianco · g2 pedone del bianco · c1 alfiere del bianco | a7 pedone del nero · b7 pedone del nero · f7 pedone del nero · g7 pedone del nero · c6 pedone del nero · e6 re del nero · f6 pedone del nero · b4 alfiere del nero · c4 cavallo del nero · d4 pedone del bianco · d3 re del bianco · h3 pedone del bianco · a2 pedone del bianco · c2 cavallo del bianco · f2 pedone del bianco · g2 pedone del bianco · c1 alfiere del bianco | 2 |
| 1 | a7 pedone del nero · b7 pedone del nero · f7 pedone del nero · g7 pedone del nero · c6 pedone del nero · e6 re del nero · f6 pedone del nero · b4 alfiere del nero · c4 cavallo del nero · d4 pedone del bianco · d3 re del bianco · h3 pedone del bianco · a2 pedone del bianco · c2 cavallo del bianco · f2 pedone del bianco · g2 pedone del bianco · c1 alfiere del bianco | a7 pedone del nero · b7 pedone del nero · f7 pedone del nero · g7 pedone del nero · c6 pedone del nero · e6 re del nero · f6 pedone del nero · b4 alfiere del nero · c4 cavallo del nero · d4 pedone del bianco · d3 re del bianco · h3 pedone del bianco · a2 pedone del bianco · c2 cavallo del bianco · f2 pedone del bianco · g2 pedone del bianco · c1 alfiere del bianco | a7 pedone del nero · b7 pedone del nero · f7 pedone del nero · g7 pedone del nero · c6 pedone del nero · e6 re del nero · f6 pedone del nero · b4 alfiere del nero · c4 cavallo del nero · d4 pedone del bianco · d3 re del bianco · h3 pedone del bianco · a2 pedone del bianco · c2 cavallo del bianco · f2 pedone del bianco · g2 pedone del bianco · c1 alfiere del bianco | a7 pedone del nero · b7 pedone del nero · f7 pedone del nero · g7 pedone del nero · c6 pedone del nero · e6 re del nero · f6 pedone del nero · b4 alfiere del nero · c4 cavallo del nero · d4 pedone del bianco · d3 re del bianco · h3 pedone del bianco · a2 pedone del bianco · c2 cavallo del bianco · f2 pedone del bianco · g2 pedone del bianco · c1 alfiere del bianco | a7 pedone del nero · b7 pedone del nero · f7 pedone del nero · g7 pedone del nero · c6 pedone del nero · e6 re del nero · f6 pedone del nero · b4 alfiere del nero · c4 cavallo del nero · d4 pedone del bianco · d3 re del bianco · h3 pedone del bianco · a2 pedone del bianco · c2 cavallo del bianco · f2 pedone del bianco · g2 pedone del bianco · c1 alfiere del bianco | a7 pedone del nero · b7 pedone del nero · f7 pedone del nero · g7 pedone del nero · c6 pedone del nero · e6 re del nero · f6 pedone del nero · b4 alfiere del nero · c4 cavallo del nero · d4 pedone del bianco · d3 re del bianco · h3 pedone del bianco · a2 pedone del bianco · c2 cavallo del bianco · f2 pedone del bianco · g2 pedone del bianco · c1 alfiere del bianco | a7 pedone del nero · b7 pedone del nero · f7 pedone del nero · g7 pedone del nero · c6 pedone del nero · e6 re del nero · f6 pedone del nero · b4 alfiere del nero · c4 cavallo del nero · d4 pedone del bianco · d3 re del bianco · h3 pedone del bianco · a2 pedone del bianco · c2 cavallo del bianco · f2 pedone del bianco · g2 pedone del bianco · c1 alfiere del bianco | a7 pedone del nero · b7 pedone del nero · f7 pedone del nero · g7 pedone del nero · c6 pedone del nero · e6 re del nero · f6 pedone del nero · b4 alfiere del nero · c4 cavallo del nero · d4 pedone del bianco · d3 re del bianco · h3 pedone del bianco · a2 pedone del bianco · c2 cavallo del bianco · f2 pedone del bianco · g2 pedone del bianco · c1 alfiere del bianco | 1 |
|   | a | b | c | d | e | f | g | h |   |

|   | a | b | c | d | e | f | g | h |   |
| 8 | a8 torre del nero · g8 re del nero · a7 pedone del nero · b7 pedone del nero · d7 donna del nero · e7 pedone del bianco · h7 pedone del nero · g6 pedone del nero · d5 pedone del nero · e5 donna del bianco · b4 pedone del bianco · e3 cavallo del nero · a2 pedone del bianco · g2 pedone del bianco · h2 pedone del bianco · f1 torre del bianco · g1 re del bianco | a8 torre del nero · g8 re del nero · a7 pedone del nero · b7 pedone del nero · d7 donna del nero · e7 pedone del bianco · h7 pedone del nero · g6 pedone del nero · d5 pedone del nero · e5 donna del bianco · b4 pedone del bianco · e3 cavallo del nero · a2 pedone del bianco · g2 pedone del bianco · h2 pedone del bianco · f1 torre del bianco · g1 re del bianco | a8 torre del nero · g8 re del nero · a7 pedone del nero · b7 pedone del nero · d7 donna del nero · e7 pedone del bianco · h7 pedone del nero · g6 pedone del nero · d5 pedone del nero · e5 donna del bianco · b4 pedone del bianco · e3 cavallo del nero · a2 pedone del bianco · g2 pedone del bianco · h2 pedone del bianco · f1 torre del bianco · g1 re del bianco | a8 torre del nero · g8 re del nero · a7 pedone del nero · b7 pedone del nero · d7 donna del nero · e7 pedone del bianco · h7 pedone del nero · g6 pedone del nero · d5 pedone del nero · e5 donna del bianco · b4 pedone del bianco · e3 cavallo del nero · a2 pedone del bianco · g2 pedone del bianco · h2 pedone del bianco · f1 torre del bianco · g1 re del bianco | a8 torre del nero · g8 re del nero · a7 pedone del nero · b7 pedone del nero · d7 donna del nero · e7 pedone del bianco · h7 pedone del nero · g6 pedone del nero · d5 pedone del nero · e5 donna del bianco · b4 pedone del bianco · e3 cavallo del nero · a2 pedone del bianco · g2 pedone del bianco · h2 pedone del bianco · f1 torre del bianco · g1 re del bianco | a8 torre del nero · g8 re del nero · a7 pedone del nero · b7 pedone del nero · d7 donna del nero · e7 pedone del bianco · h7 pedone del nero · g6 pedone del nero · d5 pedone del nero · e5 donna del bianco · b4 pedone del bianco · e3 cavallo del nero · a2 pedone del bianco · g2 pedone del bianco · h2 pedone del bianco · f1 torre del bianco · g1 re del bianco | a8 torre del nero · g8 re del nero · a7 pedone del nero · b7 pedone del nero · d7 donna del nero · e7 pedone del bianco · h7 pedone del nero · g6 pedone del nero · d5 pedone del nero · e5 donna del bianco · b4 pedone del bianco · e3 cavallo del nero · a2 pedone del bianco · g2 pedone del bianco · h2 pedone del bianco · f1 torre del bianco · g1 re del bianco | a8 torre del nero · g8 re del nero · a7 pedone del nero · b7 pedone del nero · d7 donna del nero · e7 pedone del bianco · h7 pedone del nero · g6 pedone del nero · d5 pedone del nero · e5 donna del bianco · b4 pedone del bianco · e3 cavallo del nero · a2 pedone del bianco · g2 pedone del bianco · h2 pedone del bianco · f1 torre del bianco · g1 re del bianco | 8 |
| 7 | a8 torre del nero · g8 re del nero · a7 pedone del nero · b7 pedone del nero · d7 donna del nero · e7 pedone del bianco · h7 pedone del nero · g6 pedone del nero · d5 pedone del nero · e5 donna del bianco · b4 pedone del bianco · e3 cavallo del nero · a2 pedone del bianco · g2 pedone del bianco · h2 pedone del bianco · f1 torre del bianco · g1 re del bianco | a8 torre del nero · g8 re del nero · a7 pedone del nero · b7 pedone del nero · d7 donna del nero · e7 pedone del bianco · h7 pedone del nero · g6 pedone del nero · d5 pedone del nero · e5 donna del bianco · b4 pedone del bianco · e3 cavallo del nero · a2 pedone del bianco · g2 pedone del bianco · h2 pedone del bianco · f1 torre del bianco · g1 re del bianco | a8 torre del nero · g8 re del nero · a7 pedone del nero · b7 pedone del nero · d7 donna del nero · e7 pedone del bianco · h7 pedone del nero · g6 pedone del nero · d5 pedone del nero · e5 donna del bianco · b4 pedone del bianco · e3 cavallo del nero · a2 pedone del bianco · g2 pedone del bianco · h2 pedone del bianco · f1 torre del bianco · g1 re del bianco | a8 torre del nero · g8 re del nero · a7 pedone del nero · b7 pedone del nero · d7 donna del nero · e7 pedone del bianco · h7 pedone del nero · g6 pedone del nero · d5 pedone del nero · e5 donna del bianco · b4 pedone del bianco · e3 cavallo del nero · a2 pedone del bianco · g2 pedone del bianco · h2 pedone del bianco · f1 torre del bianco · g1 re del bianco | a8 torre del nero · g8 re del nero · a7 pedone del nero · b7 pedone del nero · d7 donna del nero · e7 pedone del bianco · h7 pedone del nero · g6 pedone del nero · d5 pedone del nero · e5 donna del bianco · b4 pedone del bianco · e3 cavallo del nero · a2 pedone del bianco · g2 pedone del bianco · h2 pedone del bianco · f1 torre del bianco · g1 re del bianco | a8 torre del nero · g8 re del nero · a7 pedone del nero · b7 pedone del nero · d7 donna del nero · e7 pedone del bianco · h7 pedone del nero · g6 pedone del nero · d5 pedone del nero · e5 donna del bianco · b4 pedone del bianco · e3 cavallo del nero · a2 pedone del bianco · g2 pedone del bianco · h2 pedone del bianco · f1 torre del bianco · g1 re del bianco | a8 torre del nero · g8 re del nero · a7 pedone del nero · b7 pedone del nero · d7 donna del nero · e7 pedone del bianco · h7 pedone del nero · g6 pedone del nero · d5 pedone del nero · e5 donna del bianco · b4 pedone del bianco · e3 cavallo del nero · a2 pedone del bianco · g2 pedone del bianco · h2 pedone del bianco · f1 torre del bianco · g1 re del bianco | a8 torre del nero · g8 re del nero · a7 pedone del nero · b7 pedone del nero · d7 donna del nero · e7 pedone del bianco · h7 pedone del nero · g6 pedone del nero · d5 pedone del nero · e5 donna del bianco · b4 pedone del bianco · e3 cavallo del nero · a2 pedone del bianco · g2 pedone del bianco · h2 pedone del bianco · f1 torre del bianco · g1 re del bianco | 7 |
| 6 | a8 torre del nero · g8 re del nero · a7 pedone del nero · b7 pedone del nero · d7 donna del nero · e7 pedone del bianco · h7 pedone del nero · g6 pedone del nero · d5 pedone del nero · e5 donna del bianco · b4 pedone del bianco · e3 cavallo del nero · a2 pedone del bianco · g2 pedone del bianco · h2 pedone del bianco · f1 torre del bianco · g1 re del bianco | a8 torre del nero · g8 re del nero · a7 pedone del nero · b7 pedone del nero · d7 donna del nero · e7 pedone del bianco · h7 pedone del nero · g6 pedone del nero · d5 pedone del nero · e5 donna del bianco · b4 pedone del bianco · e3 cavallo del nero · a2 pedone del bianco · g2 pedone del bianco · h2 pedone del bianco · f1 torre del bianco · g1 re del bianco | a8 torre del nero · g8 re del nero · a7 pedone del nero · b7 pedone del nero · d7 donna del nero · e7 pedone del bianco · h7 pedone del nero · g6 pedone del nero · d5 pedone del nero · e5 donna del bianco · b4 pedone del bianco · e3 cavallo del nero · a2 pedone del bianco · g2 pedone del bianco · h2 pedone del bianco · f1 torre del bianco · g1 re del bianco | a8 torre del nero · g8 re del nero · a7 pedone del nero · b7 pedone del nero · d7 donna del nero · e7 pedone del bianco · h7 pedone del nero · g6 pedone del nero · d5 pedone del nero · e5 donna del bianco · b4 pedone del bianco · e3 cavallo del nero · a2 pedone del bianco · g2 pedone del bianco · h2 pedone del bianco · f1 torre del bianco · g1 re del bianco | a8 torre del nero · g8 re del nero · a7 pedone del nero · b7 pedone del nero · d7 donna del nero · e7 pedone del bianco · h7 pedone del nero · g6 pedone del nero · d5 pedone del nero · e5 donna del bianco · b4 pedone del bianco · e3 cavallo del nero · a2 pedone del bianco · g2 pedone del bianco · h2 pedone del bianco · f1 torre del bianco · g1 re del bianco | a8 torre del nero · g8 re del nero · a7 pedone del nero · b7 pedone del nero · d7 donna del nero · e7 pedone del bianco · h7 pedone del nero · g6 pedone del nero · d5 pedone del nero · e5 donna del bianco · b4 pedone del bianco · e3 cavallo del nero · a2 pedone del bianco · g2 pedone del bianco · h2 pedone del bianco · f1 torre del bianco · g1 re del bianco | a8 torre del nero · g8 re del nero · a7 pedone del nero · b7 pedone del nero · d7 donna del nero · e7 pedone del bianco · h7 pedone del nero · g6 pedone del nero · d5 pedone del nero · e5 donna del bianco · b4 pedone del bianco · e3 cavallo del nero · a2 pedone del bianco · g2 pedone del bianco · h2 pedone del bianco · f1 torre del bianco · g1 re del bianco | a8 torre del nero · g8 re del nero · a7 pedone del nero · b7 pedone del nero · d7 donna del nero · e7 pedone del bianco · h7 pedone del nero · g6 pedone del nero · d5 pedone del nero · e5 donna del bianco · b4 pedone del bianco · e3 cavallo del nero · a2 pedone del bianco · g2 pedone del bianco · h2 pedone del bianco · f1 torre del bianco · g1 re del bianco | 6 |
| 5 | a8 torre del nero · g8 re del nero · a7 pedone del nero · b7 pedone del nero · d7 donna del nero · e7 pedone del bianco · h7 pedone del nero · g6 pedone del nero · d5 pedone del nero · e5 donna del bianco · b4 pedone del bianco · e3 cavallo del nero · a2 pedone del bianco · g2 pedone del bianco · h2 pedone del bianco · f1 torre del bianco · g1 re del bianco | a8 torre del nero · g8 re del nero · a7 pedone del nero · b7 pedone del nero · d7 donna del nero · e7 pedone del bianco · h7 pedone del nero · g6 pedone del nero · d5 pedone del nero · e5 donna del bianco · b4 pedone del bianco · e3 cavallo del nero · a2 pedone del bianco · g2 pedone del bianco · h2 pedone del bianco · f1 torre del bianco · g1 re del bianco | a8 torre del nero · g8 re del nero · a7 pedone del nero · b7 pedone del nero · d7 donna del nero · e7 pedone del bianco · h7 pedone del nero · g6 pedone del nero · d5 pedone del nero · e5 donna del bianco · b4 pedone del bianco · e3 cavallo del nero · a2 pedone del bianco · g2 pedone del bianco · h2 pedone del bianco · f1 torre del bianco · g1 re del bianco | a8 torre del nero · g8 re del nero · a7 pedone del nero · b7 pedone del nero · d7 donna del nero · e7 pedone del bianco · h7 pedone del nero · g6 pedone del nero · d5 pedone del nero · e5 donna del bianco · b4 pedone del bianco · e3 cavallo del nero · a2 pedone del bianco · g2 pedone del bianco · h2 pedone del bianco · f1 torre del bianco · g1 re del bianco | a8 torre del nero · g8 re del nero · a7 pedone del nero · b7 pedone del nero · d7 donna del nero · e7 pedone del bianco · h7 pedone del nero · g6 pedone del nero · d5 pedone del nero · e5 donna del bianco · b4 pedone del bianco · e3 cavallo del nero · a2 pedone del bianco · g2 pedone del bianco · h2 pedone del bianco · f1 torre del bianco · g1 re del bianco | a8 torre del nero · g8 re del nero · a7 pedone del nero · b7 pedone del nero · d7 donna del nero · e7 pedone del bianco · h7 pedone del nero · g6 pedone del nero · d5 pedone del nero · e5 donna del bianco · b4 pedone del bianco · e3 cavallo del nero · a2 pedone del bianco · g2 pedone del bianco · h2 pedone del bianco · f1 torre del bianco · g1 re del bianco | a8 torre del nero · g8 re del nero · a7 pedone del nero · b7 pedone del nero · d7 donna del nero · e7 pedone del bianco · h7 pedone del nero · g6 pedone del nero · d5 pedone del nero · e5 donna del bianco · b4 pedone del bianco · e3 cavallo del nero · a2 pedone del bianco · g2 pedone del bianco · h2 pedone del bianco · f1 torre del bianco · g1 re del bianco | a8 torre del nero · g8 re del nero · a7 pedone del nero · b7 pedone del nero · d7 donna del nero · e7 pedone del bianco · h7 pedone del nero · g6 pedone del nero · d5 pedone del nero · e5 donna del bianco · b4 pedone del bianco · e3 cavallo del nero · a2 pedone del bianco · g2 pedone del bianco · h2 pedone del bianco · f1 torre del bianco · g1 re del bianco | 5 |
| 4 | a8 torre del nero · g8 re del nero · a7 pedone del nero · b7 pedone del nero · d7 donna del nero · e7 pedone del bianco · h7 pedone del nero · g6 pedone del nero · d5 pedone del nero · e5 donna del bianco · b4 pedone del bianco · e3 cavallo del nero · a2 pedone del bianco · g2 pedone del bianco · h2 pedone del bianco · f1 torre del bianco · g1 re del bianco | a8 torre del nero · g8 re del nero · a7 pedone del nero · b7 pedone del nero · d7 donna del nero · e7 pedone del bianco · h7 pedone del nero · g6 pedone del nero · d5 pedone del nero · e5 donna del bianco · b4 pedone del bianco · e3 cavallo del nero · a2 pedone del bianco · g2 pedone del bianco · h2 pedone del bianco · f1 torre del bianco · g1 re del bianco | a8 torre del nero · g8 re del nero · a7 pedone del nero · b7 pedone del nero · d7 donna del nero · e7 pedone del bianco · h7 pedone del nero · g6 pedone del nero · d5 pedone del nero · e5 donna del bianco · b4 pedone del bianco · e3 cavallo del nero · a2 pedone del bianco · g2 pedone del bianco · h2 pedone del bianco · f1 torre del bianco · g1 re del bianco | a8 torre del nero · g8 re del nero · a7 pedone del nero · b7 pedone del nero · d7 donna del nero · e7 pedone del bianco · h7 pedone del nero · g6 pedone del nero · d5 pedone del nero · e5 donna del bianco · b4 pedone del bianco · e3 cavallo del nero · a2 pedone del bianco · g2 pedone del bianco · h2 pedone del bianco · f1 torre del bianco · g1 re del bianco | a8 torre del nero · g8 re del nero · a7 pedone del nero · b7 pedone del nero · d7 donna del nero · e7 pedone del bianco · h7 pedone del nero · g6 pedone del nero · d5 pedone del nero · e5 donna del bianco · b4 pedone del bianco · e3 cavallo del nero · a2 pedone del bianco · g2 pedone del bianco · h2 pedone del bianco · f1 torre del bianco · g1 re del bianco | a8 torre del nero · g8 re del nero · a7 pedone del nero · b7 pedone del nero · d7 donna del nero · e7 pedone del bianco · h7 pedone del nero · g6 pedone del nero · d5 pedone del nero · e5 donna del bianco · b4 pedone del bianco · e3 cavallo del nero · a2 pedone del bianco · g2 pedone del bianco · h2 pedone del bianco · f1 torre del bianco · g1 re del bianco | a8 torre del nero · g8 re del nero · a7 pedone del nero · b7 pedone del nero · d7 donna del nero · e7 pedone del bianco · h7 pedone del nero · g6 pedone del nero · d5 pedone del nero · e5 donna del bianco · b4 pedone del bianco · e3 cavallo del nero · a2 pedone del bianco · g2 pedone del bianco · h2 pedone del bianco · f1 torre del bianco · g1 re del bianco | a8 torre del nero · g8 re del nero · a7 pedone del nero · b7 pedone del nero · d7 donna del nero · e7 pedone del bianco · h7 pedone del nero · g6 pedone del nero · d5 pedone del nero · e5 donna del bianco · b4 pedone del bianco · e3 cavallo del nero · a2 pedone del bianco · g2 pedone del bianco · h2 pedone del bianco · f1 torre del bianco · g1 re del bianco | 4 |
| 3 | a8 torre del nero · g8 re del nero · a7 pedone del nero · b7 pedone del nero · d7 donna del nero · e7 pedone del bianco · h7 pedone del nero · g6 pedone del nero · d5 pedone del nero · e5 donna del bianco · b4 pedone del bianco · e3 cavallo del nero · a2 pedone del bianco · g2 pedone del bianco · h2 pedone del bianco · f1 torre del bianco · g1 re del bianco | a8 torre del nero · g8 re del nero · a7 pedone del nero · b7 pedone del nero · d7 donna del nero · e7 pedone del bianco · h7 pedone del nero · g6 pedone del nero · d5 pedone del nero · e5 donna del bianco · b4 pedone del bianco · e3 cavallo del nero · a2 pedone del bianco · g2 pedone del bianco · h2 pedone del bianco · f1 torre del bianco · g1 re del bianco | a8 torre del nero · g8 re del nero · a7 pedone del nero · b7 pedone del nero · d7 donna del nero · e7 pedone del bianco · h7 pedone del nero · g6 pedone del nero · d5 pedone del nero · e5 donna del bianco · b4 pedone del bianco · e3 cavallo del nero · a2 pedone del bianco · g2 pedone del bianco · h2 pedone del bianco · f1 torre del bianco · g1 re del bianco | a8 torre del nero · g8 re del nero · a7 pedone del nero · b7 pedone del nero · d7 donna del nero · e7 pedone del bianco · h7 pedone del nero · g6 pedone del nero · d5 pedone del nero · e5 donna del bianco · b4 pedone del bianco · e3 cavallo del nero · a2 pedone del bianco · g2 pedone del bianco · h2 pedone del bianco · f1 torre del bianco · g1 re del bianco | a8 torre del nero · g8 re del nero · a7 pedone del nero · b7 pedone del nero · d7 donna del nero · e7 pedone del bianco · h7 pedone del nero · g6 pedone del nero · d5 pedone del nero · e5 donna del bianco · b4 pedone del bianco · e3 cavallo del nero · a2 pedone del bianco · g2 pedone del bianco · h2 pedone del bianco · f1 torre del bianco · g1 re del bianco | a8 torre del nero · g8 re del nero · a7 pedone del nero · b7 pedone del nero · d7 donna del nero · e7 pedone del bianco · h7 pedone del nero · g6 pedone del nero · d5 pedone del nero · e5 donna del bianco · b4 pedone del bianco · e3 cavallo del nero · a2 pedone del bianco · g2 pedone del bianco · h2 pedone del bianco · f1 torre del bianco · g1 re del bianco | a8 torre del nero · g8 re del nero · a7 pedone del nero · b7 pedone del nero · d7 donna del nero · e7 pedone del bianco · h7 pedone del nero · g6 pedone del nero · d5 pedone del nero · e5 donna del bianco · b4 pedone del bianco · e3 cavallo del nero · a2 pedone del bianco · g2 pedone del bianco · h2 pedone del bianco · f1 torre del bianco · g1 re del bianco | a8 torre del nero · g8 re del nero · a7 pedone del nero · b7 pedone del nero · d7 donna del nero · e7 pedone del bianco · h7 pedone del nero · g6 pedone del nero · d5 pedone del nero · e5 donna del bianco · b4 pedone del bianco · e3 cavallo del nero · a2 pedone del bianco · g2 pedone del bianco · h2 pedone del bianco · f1 torre del bianco · g1 re del bianco | 3 |
| 2 | a8 torre del nero · g8 re del nero · a7 pedone del nero · b7 pedone del nero · d7 donna del nero · e7 pedone del bianco · h7 pedone del nero · g6 pedone del nero · d5 pedone del nero · e5 donna del bianco · b4 pedone del bianco · e3 cavallo del nero · a2 pedone del bianco · g2 pedone del bianco · h2 pedone del bianco · f1 torre del bianco · g1 re del bianco | a8 torre del nero · g8 re del nero · a7 pedone del nero · b7 pedone del nero · d7 donna del nero · e7 pedone del bianco · h7 pedone del nero · g6 pedone del nero · d5 pedone del nero · e5 donna del bianco · b4 pedone del bianco · e3 cavallo del nero · a2 pedone del bianco · g2 pedone del bianco · h2 pedone del bianco · f1 torre del bianco · g1 re del bianco | a8 torre del nero · g8 re del nero · a7 pedone del nero · b7 pedone del nero · d7 donna del nero · e7 pedone del bianco · h7 pedone del nero · g6 pedone del nero · d5 pedone del nero · e5 donna del bianco · b4 pedone del bianco · e3 cavallo del nero · a2 pedone del bianco · g2 pedone del bianco · h2 pedone del bianco · f1 torre del bianco · g1 re del bianco | a8 torre del nero · g8 re del nero · a7 pedone del nero · b7 pedone del nero · d7 donna del nero · e7 pedone del bianco · h7 pedone del nero · g6 pedone del nero · d5 pedone del nero · e5 donna del bianco · b4 pedone del bianco · e3 cavallo del nero · a2 pedone del bianco · g2 pedone del bianco · h2 pedone del bianco · f1 torre del bianco · g1 re del bianco | a8 torre del nero · g8 re del nero · a7 pedone del nero · b7 pedone del nero · d7 donna del nero · e7 pedone del bianco · h7 pedone del nero · g6 pedone del nero · d5 pedone del nero · e5 donna del bianco · b4 pedone del bianco · e3 cavallo del nero · a2 pedone del bianco · g2 pedone del bianco · h2 pedone del bianco · f1 torre del bianco · g1 re del bianco | a8 torre del nero · g8 re del nero · a7 pedone del nero · b7 pedone del nero · d7 donna del nero · e7 pedone del bianco · h7 pedone del nero · g6 pedone del nero · d5 pedone del nero · e5 donna del bianco · b4 pedone del bianco · e3 cavallo del nero · a2 pedone del bianco · g2 pedone del bianco · h2 pedone del bianco · f1 torre del bianco · g1 re del bianco | a8 torre del nero · g8 re del nero · a7 pedone del nero · b7 pedone del nero · d7 donna del nero · e7 pedone del bianco · h7 pedone del nero · g6 pedone del nero · d5 pedone del nero · e5 donna del bianco · b4 pedone del bianco · e3 cavallo del nero · a2 pedone del bianco · g2 pedone del bianco · h2 pedone del bianco · f1 torre del bianco · g1 re del bianco | a8 torre del nero · g8 re del nero · a7 pedone del nero · b7 pedone del nero · d7 donna del nero · e7 pedone del bianco · h7 pedone del nero · g6 pedone del nero · d5 pedone del nero · e5 donna del bianco · b4 pedone del bianco · e3 cavallo del nero · a2 pedone del bianco · g2 pedone del bianco · h2 pedone del bianco · f1 torre del bianco · g1 re del bianco | 2 |
| 1 | a8 torre del nero · g8 re del nero · a7 pedone del nero · b7 pedone del nero · d7 donna del nero · e7 pedone del bianco · h7 pedone del nero · g6 pedone del nero · d5 pedone del nero · e5 donna del bianco · b4 pedone del bianco · e3 cavallo del nero · a2 pedone del bianco · g2 pedone del bianco · h2 pedone del bianco · f1 torre del bianco · g1 re del bianco | a8 torre del nero · g8 re del nero · a7 pedone del nero · b7 pedone del nero · d7 donna del nero · e7 pedone del bianco · h7 pedone del nero · g6 pedone del nero · d5 pedone del nero · e5 donna del bianco · b4 pedone del bianco · e3 cavallo del nero · a2 pedone del bianco · g2 pedone del bianco · h2 pedone del bianco · f1 torre del bianco · g1 re del bianco | a8 torre del nero · g8 re del nero · a7 pedone del nero · b7 pedone del nero · d7 donna del nero · e7 pedone del bianco · h7 pedone del nero · g6 pedone del nero · d5 pedone del nero · e5 donna del bianco · b4 pedone del bianco · e3 cavallo del nero · a2 pedone del bianco · g2 pedone del bianco · h2 pedone del bianco · f1 torre del bianco · g1 re del bianco | a8 torre del nero · g8 re del nero · a7 pedone del nero · b7 pedone del nero · d7 donna del nero · e7 pedone del bianco · h7 pedone del nero · g6 pedone del nero · d5 pedone del nero · e5 donna del bianco · b4 pedone del bianco · e3 cavallo del nero · a2 pedone del bianco · g2 pedone del bianco · h2 pedone del bianco · f1 torre del bianco · g1 re del bianco | a8 torre del nero · g8 re del nero · a7 pedone del nero · b7 pedone del nero · d7 donna del nero · e7 pedone del bianco · h7 pedone del nero · g6 pedone del nero · d5 pedone del nero · e5 donna del bianco · b4 pedone del bianco · e3 cavallo del nero · a2 pedone del bianco · g2 pedone del bianco · h2 pedone del bianco · f1 torre del bianco · g1 re del bianco | a8 torre del nero · g8 re del nero · a7 pedone del nero · b7 pedone del nero · d7 donna del nero · e7 pedone del bianco · h7 pedone del nero · g6 pedone del nero · d5 pedone del nero · e5 donna del bianco · b4 pedone del bianco · e3 cavallo del nero · a2 pedone del bianco · g2 pedone del bianco · h2 pedone del bianco · f1 torre del bianco · g1 re del bianco | a8 torre del nero · g8 re del nero · a7 pedone del nero · b7 pedone del nero · d7 donna del nero · e7 pedone del bianco · h7 pedone del nero · g6 pedone del nero · d5 pedone del nero · e5 donna del bianco · b4 pedone del bianco · e3 cavallo del nero · a2 pedone del bianco · g2 pedone del bianco · h2 pedone del bianco · f1 torre del bianco · g1 re del bianco | a8 torre del nero · g8 re del nero · a7 pedone del nero · b7 pedone del nero · d7 donna del nero · e7 pedone del bianco · h7 pedone del nero · g6 pedone del nero · d5 pedone del nero · e5 donna del bianco · b4 pedone del bianco · e3 cavallo del nero · a2 pedone del bianco · g2 pedone del bianco · h2 pedone del bianco · f1 torre del bianco · g1 re del bianco | 1 |
|   | a | b | c | d | e | f | g | h |   |

Se la Donna cattura il Cavallo, il N. torna in partita con Te8.
Adescando la Torre in una casa controllata dal pedone (26. Tf8+! Txf8) e deviando il monarca avversario con un sacrificio di adescamento contro il Re (27. Dh8+ Rxh8 il B. promuove e vince subito.
28. exf8D matto.
Il N. può rifiutare il sacrificio di Donna con 27. ... Rf7, ma subisce ugualmente il matto dopo 28. exf8D+ Re6 29. Dhf6 matto o 29. Dff6 matto.
|   | a | b | c | d | e | f | g | h |   |
| 8 | f8 donna del bianco · h8 re del nero · a7 pedone del nero · b7 pedone del nero · d7 donna del nero · h7 pedone del nero · g6 pedone del nero · d5 pedone del nero · b4 pedone del bianco · e3 cavallo del nero · a2 pedone del bianco · g2 pedone del bianco · h2 pedone del bianco · g1 re del bianco | f8 donna del bianco · h8 re del nero · a7 pedone del nero · b7 pedone del nero · d7 donna del nero · h7 pedone del nero · g6 pedone del nero · d5 pedone del nero · b4 pedone del bianco · e3 cavallo del nero · a2 pedone del bianco · g2 pedone del bianco · h2 pedone del bianco · g1 re del bianco | f8 donna del bianco · h8 re del nero · a7 pedone del nero · b7 pedone del nero · d7 donna del nero · h7 pedone del nero · g6 pedone del nero · d5 pedone del nero · b4 pedone del bianco · e3 cavallo del nero · a2 pedone del bianco · g2 pedone del bianco · h2 pedone del bianco · g1 re del bianco | f8 donna del bianco · h8 re del nero · a7 pedone del nero · b7 pedone del nero · d7 donna del nero · h7 pedone del nero · g6 pedone del nero · d5 pedone del nero · b4 pedone del bianco · e3 cavallo del nero · a2 pedone del bianco · g2 pedone del bianco · h2 pedone del bianco · g1 re del bianco | f8 donna del bianco · h8 re del nero · a7 pedone del nero · b7 pedone del nero · d7 donna del nero · h7 pedone del nero · g6 pedone del nero · d5 pedone del nero · b4 pedone del bianco · e3 cavallo del nero · a2 pedone del bianco · g2 pedone del bianco · h2 pedone del bianco · g1 re del bianco | f8 donna del bianco · h8 re del nero · a7 pedone del nero · b7 pedone del nero · d7 donna del nero · h7 pedone del nero · g6 pedone del nero · d5 pedone del nero · b4 pedone del bianco · e3 cavallo del nero · a2 pedone del bianco · g2 pedone del bianco · h2 pedone del bianco · g1 re del bianco | f8 donna del bianco · h8 re del nero · a7 pedone del nero · b7 pedone del nero · d7 donna del nero · h7 pedone del nero · g6 pedone del nero · d5 pedone del nero · b4 pedone del bianco · e3 cavallo del nero · a2 pedone del bianco · g2 pedone del bianco · h2 pedone del bianco · g1 re del bianco | f8 donna del bianco · h8 re del nero · a7 pedone del nero · b7 pedone del nero · d7 donna del nero · h7 pedone del nero · g6 pedone del nero · d5 pedone del nero · b4 pedone del bianco · e3 cavallo del nero · a2 pedone del bianco · g2 pedone del bianco · h2 pedone del bianco · g1 re del bianco | 8 |
| 7 | f8 donna del bianco · h8 re del nero · a7 pedone del nero · b7 pedone del nero · d7 donna del nero · h7 pedone del nero · g6 pedone del nero · d5 pedone del nero · b4 pedone del bianco · e3 cavallo del nero · a2 pedone del bianco · g2 pedone del bianco · h2 pedone del bianco · g1 re del bianco | f8 donna del bianco · h8 re del nero · a7 pedone del nero · b7 pedone del nero · d7 donna del nero · h7 pedone del nero · g6 pedone del nero · d5 pedone del nero · b4 pedone del bianco · e3 cavallo del nero · a2 pedone del bianco · g2 pedone del bianco · h2 pedone del bianco · g1 re del bianco | f8 donna del bianco · h8 re del nero · a7 pedone del nero · b7 pedone del nero · d7 donna del nero · h7 pedone del nero · g6 pedone del nero · d5 pedone del nero · b4 pedone del bianco · e3 cavallo del nero · a2 pedone del bianco · g2 pedone del bianco · h2 pedone del bianco · g1 re del bianco | f8 donna del bianco · h8 re del nero · a7 pedone del nero · b7 pedone del nero · d7 donna del nero · h7 pedone del nero · g6 pedone del nero · d5 pedone del nero · b4 pedone del bianco · e3 cavallo del nero · a2 pedone del bianco · g2 pedone del bianco · h2 pedone del bianco · g1 re del bianco | f8 donna del bianco · h8 re del nero · a7 pedone del nero · b7 pedone del nero · d7 donna del nero · h7 pedone del nero · g6 pedone del nero · d5 pedone del nero · b4 pedone del bianco · e3 cavallo del nero · a2 pedone del bianco · g2 pedone del bianco · h2 pedone del bianco · g1 re del bianco | f8 donna del bianco · h8 re del nero · a7 pedone del nero · b7 pedone del nero · d7 donna del nero · h7 pedone del nero · g6 pedone del nero · d5 pedone del nero · b4 pedone del bianco · e3 cavallo del nero · a2 pedone del bianco · g2 pedone del bianco · h2 pedone del bianco · g1 re del bianco | f8 donna del bianco · h8 re del nero · a7 pedone del nero · b7 pedone del nero · d7 donna del nero · h7 pedone del nero · g6 pedone del nero · d5 pedone del nero · b4 pedone del bianco · e3 cavallo del nero · a2 pedone del bianco · g2 pedone del bianco · h2 pedone del bianco · g1 re del bianco | f8 donna del bianco · h8 re del nero · a7 pedone del nero · b7 pedone del nero · d7 donna del nero · h7 pedone del nero · g6 pedone del nero · d5 pedone del nero · b4 pedone del bianco · e3 cavallo del nero · a2 pedone del bianco · g2 pedone del bianco · h2 pedone del bianco · g1 re del bianco | 7 |
| 6 | f8 donna del bianco · h8 re del nero · a7 pedone del nero · b7 pedone del nero · d7 donna del nero · h7 pedone del nero · g6 pedone del nero · d5 pedone del nero · b4 pedone del bianco · e3 cavallo del nero · a2 pedone del bianco · g2 pedone del bianco · h2 pedone del bianco · g1 re del bianco | f8 donna del bianco · h8 re del nero · a7 pedone del nero · b7 pedone del nero · d7 donna del nero · h7 pedone del nero · g6 pedone del nero · d5 pedone del nero · b4 pedone del bianco · e3 cavallo del nero · a2 pedone del bianco · g2 pedone del bianco · h2 pedone del bianco · g1 re del bianco | f8 donna del bianco · h8 re del nero · a7 pedone del nero · b7 pedone del nero · d7 donna del nero · h7 pedone del nero · g6 pedone del nero · d5 pedone del nero · b4 pedone del bianco · e3 cavallo del nero · a2 pedone del bianco · g2 pedone del bianco · h2 pedone del bianco · g1 re del bianco | f8 donna del bianco · h8 re del nero · a7 pedone del nero · b7 pedone del nero · d7 donna del nero · h7 pedone del nero · g6 pedone del nero · d5 pedone del nero · b4 pedone del bianco · e3 cavallo del nero · a2 pedone del bianco · g2 pedone del bianco · h2 pedone del bianco · g1 re del bianco | f8 donna del bianco · h8 re del nero · a7 pedone del nero · b7 pedone del nero · d7 donna del nero · h7 pedone del nero · g6 pedone del nero · d5 pedone del nero · b4 pedone del bianco · e3 cavallo del nero · a2 pedone del bianco · g2 pedone del bianco · h2 pedone del bianco · g1 re del bianco | f8 donna del bianco · h8 re del nero · a7 pedone del nero · b7 pedone del nero · d7 donna del nero · h7 pedone del nero · g6 pedone del nero · d5 pedone del nero · b4 pedone del bianco · e3 cavallo del nero · a2 pedone del bianco · g2 pedone del bianco · h2 pedone del bianco · g1 re del bianco | f8 donna del bianco · h8 re del nero · a7 pedone del nero · b7 pedone del nero · d7 donna del nero · h7 pedone del nero · g6 pedone del nero · d5 pedone del nero · b4 pedone del bianco · e3 cavallo del nero · a2 pedone del bianco · g2 pedone del bianco · h2 pedone del bianco · g1 re del bianco | f8 donna del bianco · h8 re del nero · a7 pedone del nero · b7 pedone del nero · d7 donna del nero · h7 pedone del nero · g6 pedone del nero · d5 pedone del nero · b4 pedone del bianco · e3 cavallo del nero · a2 pedone del bianco · g2 pedone del bianco · h2 pedone del bianco · g1 re del bianco | 6 |
| 5 | f8 donna del bianco · h8 re del nero · a7 pedone del nero · b7 pedone del nero · d7 donna del nero · h7 pedone del nero · g6 pedone del nero · d5 pedone del nero · b4 pedone del bianco · e3 cavallo del nero · a2 pedone del bianco · g2 pedone del bianco · h2 pedone del bianco · g1 re del bianco | f8 donna del bianco · h8 re del nero · a7 pedone del nero · b7 pedone del nero · d7 donna del nero · h7 pedone del nero · g6 pedone del nero · d5 pedone del nero · b4 pedone del bianco · e3 cavallo del nero · a2 pedone del bianco · g2 pedone del bianco · h2 pedone del bianco · g1 re del bianco | f8 donna del bianco · h8 re del nero · a7 pedone del nero · b7 pedone del nero · d7 donna del nero · h7 pedone del nero · g6 pedone del nero · d5 pedone del nero · b4 pedone del bianco · e3 cavallo del nero · a2 pedone del bianco · g2 pedone del bianco · h2 pedone del bianco · g1 re del bianco | f8 donna del bianco · h8 re del nero · a7 pedone del nero · b7 pedone del nero · d7 donna del nero · h7 pedone del nero · g6 pedone del nero · d5 pedone del nero · b4 pedone del bianco · e3 cavallo del nero · a2 pedone del bianco · g2 pedone del bianco · h2 pedone del bianco · g1 re del bianco | f8 donna del bianco · h8 re del nero · a7 pedone del nero · b7 pedone del nero · d7 donna del nero · h7 pedone del nero · g6 pedone del nero · d5 pedone del nero · b4 pedone del bianco · e3 cavallo del nero · a2 pedone del bianco · g2 pedone del bianco · h2 pedone del bianco · g1 re del bianco | f8 donna del bianco · h8 re del nero · a7 pedone del nero · b7 pedone del nero · d7 donna del nero · h7 pedone del nero · g6 pedone del nero · d5 pedone del nero · b4 pedone del bianco · e3 cavallo del nero · a2 pedone del bianco · g2 pedone del bianco · h2 pedone del bianco · g1 re del bianco | f8 donna del bianco · h8 re del nero · a7 pedone del nero · b7 pedone del nero · d7 donna del nero · h7 pedone del nero · g6 pedone del nero · d5 pedone del nero · b4 pedone del bianco · e3 cavallo del nero · a2 pedone del bianco · g2 pedone del bianco · h2 pedone del bianco · g1 re del bianco | f8 donna del bianco · h8 re del nero · a7 pedone del nero · b7 pedone del nero · d7 donna del nero · h7 pedone del nero · g6 pedone del nero · d5 pedone del nero · b4 pedone del bianco · e3 cavallo del nero · a2 pedone del bianco · g2 pedone del bianco · h2 pedone del bianco · g1 re del bianco | 5 |
| 4 | f8 donna del bianco · h8 re del nero · a7 pedone del nero · b7 pedone del nero · d7 donna del nero · h7 pedone del nero · g6 pedone del nero · d5 pedone del nero · b4 pedone del bianco · e3 cavallo del nero · a2 pedone del bianco · g2 pedone del bianco · h2 pedone del bianco · g1 re del bianco | f8 donna del bianco · h8 re del nero · a7 pedone del nero · b7 pedone del nero · d7 donna del nero · h7 pedone del nero · g6 pedone del nero · d5 pedone del nero · b4 pedone del bianco · e3 cavallo del nero · a2 pedone del bianco · g2 pedone del bianco · h2 pedone del bianco · g1 re del bianco | f8 donna del bianco · h8 re del nero · a7 pedone del nero · b7 pedone del nero · d7 donna del nero · h7 pedone del nero · g6 pedone del nero · d5 pedone del nero · b4 pedone del bianco · e3 cavallo del nero · a2 pedone del bianco · g2 pedone del bianco · h2 pedone del bianco · g1 re del bianco | f8 donna del bianco · h8 re del nero · a7 pedone del nero · b7 pedone del nero · d7 donna del nero · h7 pedone del nero · g6 pedone del nero · d5 pedone del nero · b4 pedone del bianco · e3 cavallo del nero · a2 pedone del bianco · g2 pedone del bianco · h2 pedone del bianco · g1 re del bianco | f8 donna del bianco · h8 re del nero · a7 pedone del nero · b7 pedone del nero · d7 donna del nero · h7 pedone del nero · g6 pedone del nero · d5 pedone del nero · b4 pedone del bianco · e3 cavallo del nero · a2 pedone del bianco · g2 pedone del bianco · h2 pedone del bianco · g1 re del bianco | f8 donna del bianco · h8 re del nero · a7 pedone del nero · b7 pedone del nero · d7 donna del nero · h7 pedone del nero · g6 pedone del nero · d5 pedone del nero · b4 pedone del bianco · e3 cavallo del nero · a2 pedone del bianco · g2 pedone del bianco · h2 pedone del bianco · g1 re del bianco | f8 donna del bianco · h8 re del nero · a7 pedone del nero · b7 pedone del nero · d7 donna del nero · h7 pedone del nero · g6 pedone del nero · d5 pedone del nero · b4 pedone del bianco · e3 cavallo del nero · a2 pedone del bianco · g2 pedone del bianco · h2 pedone del bianco · g1 re del bianco | f8 donna del bianco · h8 re del nero · a7 pedone del nero · b7 pedone del nero · d7 donna del nero · h7 pedone del nero · g6 pedone del nero · d5 pedone del nero · b4 pedone del bianco · e3 cavallo del nero · a2 pedone del bianco · g2 pedone del bianco · h2 pedone del bianco · g1 re del bianco | 4 |
| 3 | f8 donna del bianco · h8 re del nero · a7 pedone del nero · b7 pedone del nero · d7 donna del nero · h7 pedone del nero · g6 pedone del nero · d5 pedone del nero · b4 pedone del bianco · e3 cavallo del nero · a2 pedone del bianco · g2 pedone del bianco · h2 pedone del bianco · g1 re del bianco | f8 donna del bianco · h8 re del nero · a7 pedone del nero · b7 pedone del nero · d7 donna del nero · h7 pedone del nero · g6 pedone del nero · d5 pedone del nero · b4 pedone del bianco · e3 cavallo del nero · a2 pedone del bianco · g2 pedone del bianco · h2 pedone del bianco · g1 re del bianco | f8 donna del bianco · h8 re del nero · a7 pedone del nero · b7 pedone del nero · d7 donna del nero · h7 pedone del nero · g6 pedone del nero · d5 pedone del nero · b4 pedone del bianco · e3 cavallo del nero · a2 pedone del bianco · g2 pedone del bianco · h2 pedone del bianco · g1 re del bianco | f8 donna del bianco · h8 re del nero · a7 pedone del nero · b7 pedone del nero · d7 donna del nero · h7 pedone del nero · g6 pedone del nero · d5 pedone del nero · b4 pedone del bianco · e3 cavallo del nero · a2 pedone del bianco · g2 pedone del bianco · h2 pedone del bianco · g1 re del bianco | f8 donna del bianco · h8 re del nero · a7 pedone del nero · b7 pedone del nero · d7 donna del nero · h7 pedone del nero · g6 pedone del nero · d5 pedone del nero · b4 pedone del bianco · e3 cavallo del nero · a2 pedone del bianco · g2 pedone del bianco · h2 pedone del bianco · g1 re del bianco | f8 donna del bianco · h8 re del nero · a7 pedone del nero · b7 pedone del nero · d7 donna del nero · h7 pedone del nero · g6 pedone del nero · d5 pedone del nero · b4 pedone del bianco · e3 cavallo del nero · a2 pedone del bianco · g2 pedone del bianco · h2 pedone del bianco · g1 re del bianco | f8 donna del bianco · h8 re del nero · a7 pedone del nero · b7 pedone del nero · d7 donna del nero · h7 pedone del nero · g6 pedone del nero · d5 pedone del nero · b4 pedone del bianco · e3 cavallo del nero · a2 pedone del bianco · g2 pedone del bianco · h2 pedone del bianco · g1 re del bianco | f8 donna del bianco · h8 re del nero · a7 pedone del nero · b7 pedone del nero · d7 donna del nero · h7 pedone del nero · g6 pedone del nero · d5 pedone del nero · b4 pedone del bianco · e3 cavallo del nero · a2 pedone del bianco · g2 pedone del bianco · h2 pedone del bianco · g1 re del bianco | 3 |
| 2 | f8 donna del bianco · h8 re del nero · a7 pedone del nero · b7 pedone del nero · d7 donna del nero · h7 pedone del nero · g6 pedone del nero · d5 pedone del nero · b4 pedone del bianco · e3 cavallo del nero · a2 pedone del bianco · g2 pedone del bianco · h2 pedone del bianco · g1 re del bianco | f8 donna del bianco · h8 re del nero · a7 pedone del nero · b7 pedone del nero · d7 donna del nero · h7 pedone del nero · g6 pedone del nero · d5 pedone del nero · b4 pedone del bianco · e3 cavallo del nero · a2 pedone del bianco · g2 pedone del bianco · h2 pedone del bianco · g1 re del bianco | f8 donna del bianco · h8 re del nero · a7 pedone del nero · b7 pedone del nero · d7 donna del nero · h7 pedone del nero · g6 pedone del nero · d5 pedone del nero · b4 pedone del bianco · e3 cavallo del nero · a2 pedone del bianco · g2 pedone del bianco · h2 pedone del bianco · g1 re del bianco | f8 donna del bianco · h8 re del nero · a7 pedone del nero · b7 pedone del nero · d7 donna del nero · h7 pedone del nero · g6 pedone del nero · d5 pedone del nero · b4 pedone del bianco · e3 cavallo del nero · a2 pedone del bianco · g2 pedone del bianco · h2 pedone del bianco · g1 re del bianco | f8 donna del bianco · h8 re del nero · a7 pedone del nero · b7 pedone del nero · d7 donna del nero · h7 pedone del nero · g6 pedone del nero · d5 pedone del nero · b4 pedone del bianco · e3 cavallo del nero · a2 pedone del bianco · g2 pedone del bianco · h2 pedone del bianco · g1 re del bianco | f8 donna del bianco · h8 re del nero · a7 pedone del nero · b7 pedone del nero · d7 donna del nero · h7 pedone del nero · g6 pedone del nero · d5 pedone del nero · b4 pedone del bianco · e3 cavallo del nero · a2 pedone del bianco · g2 pedone del bianco · h2 pedone del bianco · g1 re del bianco | f8 donna del bianco · h8 re del nero · a7 pedone del nero · b7 pedone del nero · d7 donna del nero · h7 pedone del nero · g6 pedone del nero · d5 pedone del nero · b4 pedone del bianco · e3 cavallo del nero · a2 pedone del bianco · g2 pedone del bianco · h2 pedone del bianco · g1 re del bianco | f8 donna del bianco · h8 re del nero · a7 pedone del nero · b7 pedone del nero · d7 donna del nero · h7 pedone del nero · g6 pedone del nero · d5 pedone del nero · b4 pedone del bianco · e3 cavallo del nero · a2 pedone del bianco · g2 pedone del bianco · h2 pedone del bianco · g1 re del bianco | 2 |
| 1 | f8 donna del bianco · h8 re del nero · a7 pedone del nero · b7 pedone del nero · d7 donna del nero · h7 pedone del nero · g6 pedone del nero · d5 pedone del nero · b4 pedone del bianco · e3 cavallo del nero · a2 pedone del bianco · g2 pedone del bianco · h2 pedone del bianco · g1 re del bianco | f8 donna del bianco · h8 re del nero · a7 pedone del nero · b7 pedone del nero · d7 donna del nero · h7 pedone del nero · g6 pedone del nero · d5 pedone del nero · b4 pedone del bianco · e3 cavallo del nero · a2 pedone del bianco · g2 pedone del bianco · h2 pedone del bianco · g1 re del bianco | f8 donna del bianco · h8 re del nero · a7 pedone del nero · b7 pedone del nero · d7 donna del nero · h7 pedone del nero · g6 pedone del nero · d5 pedone del nero · b4 pedone del bianco · e3 cavallo del nero · a2 pedone del bianco · g2 pedone del bianco · h2 pedone del bianco · g1 re del bianco | f8 donna del bianco · h8 re del nero · a7 pedone del nero · b7 pedone del nero · d7 donna del nero · h7 pedone del nero · g6 pedone del nero · d5 pedone del nero · b4 pedone del bianco · e3 cavallo del nero · a2 pedone del bianco · g2 pedone del bianco · h2 pedone del bianco · g1 re del bianco | f8 donna del bianco · h8 re del nero · a7 pedone del nero · b7 pedone del nero · d7 donna del nero · h7 pedone del nero · g6 pedone del nero · d5 pedone del nero · b4 pedone del bianco · e3 cavallo del nero · a2 pedone del bianco · g2 pedone del bianco · h2 pedone del bianco · g1 re del bianco | f8 donna del bianco · h8 re del nero · a7 pedone del nero · b7 pedone del nero · d7 donna del nero · h7 pedone del nero · g6 pedone del nero · d5 pedone del nero · b4 pedone del bianco · e3 cavallo del nero · a2 pedone del bianco · g2 pedone del bianco · h2 pedone del bianco · g1 re del bianco | f8 donna del bianco · h8 re del nero · a7 pedone del nero · b7 pedone del nero · d7 donna del nero · h7 pedone del nero · g6 pedone del nero · d5 pedone del nero · b4 pedone del bianco · e3 cavallo del nero · a2 pedone del bianco · g2 pedone del bianco · h2 pedone del bianco · g1 re del bianco | f8 donna del bianco · h8 re del nero · a7 pedone del nero · b7 pedone del nero · d7 donna del nero · h7 pedone del nero · g6 pedone del nero · d5 pedone del nero · b4 pedone del bianco · e3 cavallo del nero · a2 pedone del bianco · g2 pedone del bianco · h2 pedone del bianco · g1 re del bianco | 1 |
|   | a | b | c | d | e | f | g | h |   |

### Adescamento del Re
|   | a | b | c | d | e | f | g | h |   |
| 8 | g8 re del nero · f7 pedone del nero · b6 pedone del nero · h6 pedone del nero · a5 pedone del nero · f5 cavallo del bianco · g5 pedone del nero · f4 donna del nero · a3 donna del bianco · h3 pedone del bianco · a2 pedone del bianco · b2 pedone del bianco · c2 torre del nero · d1 torre del bianco · h1 re del bianco | g8 re del nero · f7 pedone del nero · b6 pedone del nero · h6 pedone del nero · a5 pedone del nero · f5 cavallo del bianco · g5 pedone del nero · f4 donna del nero · a3 donna del bianco · h3 pedone del bianco · a2 pedone del bianco · b2 pedone del bianco · c2 torre del nero · d1 torre del bianco · h1 re del bianco | g8 re del nero · f7 pedone del nero · b6 pedone del nero · h6 pedone del nero · a5 pedone del nero · f5 cavallo del bianco · g5 pedone del nero · f4 donna del nero · a3 donna del bianco · h3 pedone del bianco · a2 pedone del bianco · b2 pedone del bianco · c2 torre del nero · d1 torre del bianco · h1 re del bianco | g8 re del nero · f7 pedone del nero · b6 pedone del nero · h6 pedone del nero · a5 pedone del nero · f5 cavallo del bianco · g5 pedone del nero · f4 donna del nero · a3 donna del bianco · h3 pedone del bianco · a2 pedone del bianco · b2 pedone del bianco · c2 torre del nero · d1 torre del bianco · h1 re del bianco | g8 re del nero · f7 pedone del nero · b6 pedone del nero · h6 pedone del nero · a5 pedone del nero · f5 cavallo del bianco · g5 pedone del nero · f4 donna del nero · a3 donna del bianco · h3 pedone del bianco · a2 pedone del bianco · b2 pedone del bianco · c2 torre del nero · d1 torre del bianco · h1 re del bianco | g8 re del nero · f7 pedone del nero · b6 pedone del nero · h6 pedone del nero · a5 pedone del nero · f5 cavallo del bianco · g5 pedone del nero · f4 donna del nero · a3 donna del bianco · h3 pedone del bianco · a2 pedone del bianco · b2 pedone del bianco · c2 torre del nero · d1 torre del bianco · h1 re del bianco | g8 re del nero · f7 pedone del nero · b6 pedone del nero · h6 pedone del nero · a5 pedone del nero · f5 cavallo del bianco · g5 pedone del nero · f4 donna del nero · a3 donna del bianco · h3 pedone del bianco · a2 pedone del bianco · b2 pedone del bianco · c2 torre del nero · d1 torre del bianco · h1 re del bianco | g8 re del nero · f7 pedone del nero · b6 pedone del nero · h6 pedone del nero · a5 pedone del nero · f5 cavallo del bianco · g5 pedone del nero · f4 donna del nero · a3 donna del bianco · h3 pedone del bianco · a2 pedone del bianco · b2 pedone del bianco · c2 torre del nero · d1 torre del bianco · h1 re del bianco | 8 |
| 7 | g8 re del nero · f7 pedone del nero · b6 pedone del nero · h6 pedone del nero · a5 pedone del nero · f5 cavallo del bianco · g5 pedone del nero · f4 donna del nero · a3 donna del bianco · h3 pedone del bianco · a2 pedone del bianco · b2 pedone del bianco · c2 torre del nero · d1 torre del bianco · h1 re del bianco | g8 re del nero · f7 pedone del nero · b6 pedone del nero · h6 pedone del nero · a5 pedone del nero · f5 cavallo del bianco · g5 pedone del nero · f4 donna del nero · a3 donna del bianco · h3 pedone del bianco · a2 pedone del bianco · b2 pedone del bianco · c2 torre del nero · d1 torre del bianco · h1 re del bianco | g8 re del nero · f7 pedone del nero · b6 pedone del nero · h6 pedone del nero · a5 pedone del nero · f5 cavallo del bianco · g5 pedone del nero · f4 donna del nero · a3 donna del bianco · h3 pedone del bianco · a2 pedone del bianco · b2 pedone del bianco · c2 torre del nero · d1 torre del bianco · h1 re del bianco | g8 re del nero · f7 pedone del nero · b6 pedone del nero · h6 pedone del nero · a5 pedone del nero · f5 cavallo del bianco · g5 pedone del nero · f4 donna del nero · a3 donna del bianco · h3 pedone del bianco · a2 pedone del bianco · b2 pedone del bianco · c2 torre del nero · d1 torre del bianco · h1 re del bianco | g8 re del nero · f7 pedone del nero · b6 pedone del nero · h6 pedone del nero · a5 pedone del nero · f5 cavallo del bianco · g5 pedone del nero · f4 donna del nero · a3 donna del bianco · h3 pedone del bianco · a2 pedone del bianco · b2 pedone del bianco · c2 torre del nero · d1 torre del bianco · h1 re del bianco | g8 re del nero · f7 pedone del nero · b6 pedone del nero · h6 pedone del nero · a5 pedone del nero · f5 cavallo del bianco · g5 pedone del nero · f4 donna del nero · a3 donna del bianco · h3 pedone del bianco · a2 pedone del bianco · b2 pedone del bianco · c2 torre del nero · d1 torre del bianco · h1 re del bianco | g8 re del nero · f7 pedone del nero · b6 pedone del nero · h6 pedone del nero · a5 pedone del nero · f5 cavallo del bianco · g5 pedone del nero · f4 donna del nero · a3 donna del bianco · h3 pedone del bianco · a2 pedone del bianco · b2 pedone del bianco · c2 torre del nero · d1 torre del bianco · h1 re del bianco | g8 re del nero · f7 pedone del nero · b6 pedone del nero · h6 pedone del nero · a5 pedone del nero · f5 cavallo del bianco · g5 pedone del nero · f4 donna del nero · a3 donna del bianco · h3 pedone del bianco · a2 pedone del bianco · b2 pedone del bianco · c2 torre del nero · d1 torre del bianco · h1 re del bianco | 7 |
| 6 | g8 re del nero · f7 pedone del nero · b6 pedone del nero · h6 pedone del nero · a5 pedone del nero · f5 cavallo del bianco · g5 pedone del nero · f4 donna del nero · a3 donna del bianco · h3 pedone del bianco · a2 pedone del bianco · b2 pedone del bianco · c2 torre del nero · d1 torre del bianco · h1 re del bianco | g8 re del nero · f7 pedone del nero · b6 pedone del nero · h6 pedone del nero · a5 pedone del nero · f5 cavallo del bianco · g5 pedone del nero · f4 donna del nero · a3 donna del bianco · h3 pedone del bianco · a2 pedone del bianco · b2 pedone del bianco · c2 torre del nero · d1 torre del bianco · h1 re del bianco | g8 re del nero · f7 pedone del nero · b6 pedone del nero · h6 pedone del nero · a5 pedone del nero · f5 cavallo del bianco · g5 pedone del nero · f4 donna del nero · a3 donna del bianco · h3 pedone del bianco · a2 pedone del bianco · b2 pedone del bianco · c2 torre del nero · d1 torre del bianco · h1 re del bianco | g8 re del nero · f7 pedone del nero · b6 pedone del nero · h6 pedone del nero · a5 pedone del nero · f5 cavallo del bianco · g5 pedone del nero · f4 donna del nero · a3 donna del bianco · h3 pedone del bianco · a2 pedone del bianco · b2 pedone del bianco · c2 torre del nero · d1 torre del bianco · h1 re del bianco | g8 re del nero · f7 pedone del nero · b6 pedone del nero · h6 pedone del nero · a5 pedone del nero · f5 cavallo del bianco · g5 pedone del nero · f4 donna del nero · a3 donna del bianco · h3 pedone del bianco · a2 pedone del bianco · b2 pedone del bianco · c2 torre del nero · d1 torre del bianco · h1 re del bianco | g8 re del nero · f7 pedone del nero · b6 pedone del nero · h6 pedone del nero · a5 pedone del nero · f5 cavallo del bianco · g5 pedone del nero · f4 donna del nero · a3 donna del bianco · h3 pedone del bianco · a2 pedone del bianco · b2 pedone del bianco · c2 torre del nero · d1 torre del bianco · h1 re del bianco | g8 re del nero · f7 pedone del nero · b6 pedone del nero · h6 pedone del nero · a5 pedone del nero · f5 cavallo del bianco · g5 pedone del nero · f4 donna del nero · a3 donna del bianco · h3 pedone del bianco · a2 pedone del bianco · b2 pedone del bianco · c2 torre del nero · d1 torre del bianco · h1 re del bianco | g8 re del nero · f7 pedone del nero · b6 pedone del nero · h6 pedone del nero · a5 pedone del nero · f5 cavallo del bianco · g5 pedone del nero · f4 donna del nero · a3 donna del bianco · h3 pedone del bianco · a2 pedone del bianco · b2 pedone del bianco · c2 torre del nero · d1 torre del bianco · h1 re del bianco | 6 |
| 5 | g8 re del nero · f7 pedone del nero · b6 pedone del nero · h6 pedone del nero · a5 pedone del nero · f5 cavallo del bianco · g5 pedone del nero · f4 donna del nero · a3 donna del bianco · h3 pedone del bianco · a2 pedone del bianco · b2 pedone del bianco · c2 torre del nero · d1 torre del bianco · h1 re del bianco | g8 re del nero · f7 pedone del nero · b6 pedone del nero · h6 pedone del nero · a5 pedone del nero · f5 cavallo del bianco · g5 pedone del nero · f4 donna del nero · a3 donna del bianco · h3 pedone del bianco · a2 pedone del bianco · b2 pedone del bianco · c2 torre del nero · d1 torre del bianco · h1 re del bianco | g8 re del nero · f7 pedone del nero · b6 pedone del nero · h6 pedone del nero · a5 pedone del nero · f5 cavallo del bianco · g5 pedone del nero · f4 donna del nero · a3 donna del bianco · h3 pedone del bianco · a2 pedone del bianco · b2 pedone del bianco · c2 torre del nero · d1 torre del bianco · h1 re del bianco | g8 re del nero · f7 pedone del nero · b6 pedone del nero · h6 pedone del nero · a5 pedone del nero · f5 cavallo del bianco · g5 pedone del nero · f4 donna del nero · a3 donna del bianco · h3 pedone del bianco · a2 pedone del bianco · b2 pedone del bianco · c2 torre del nero · d1 torre del bianco · h1 re del bianco | g8 re del nero · f7 pedone del nero · b6 pedone del nero · h6 pedone del nero · a5 pedone del nero · f5 cavallo del bianco · g5 pedone del nero · f4 donna del nero · a3 donna del bianco · h3 pedone del bianco · a2 pedone del bianco · b2 pedone del bianco · c2 torre del nero · d1 torre del bianco · h1 re del bianco | g8 re del nero · f7 pedone del nero · b6 pedone del nero · h6 pedone del nero · a5 pedone del nero · f5 cavallo del bianco · g5 pedone del nero · f4 donna del nero · a3 donna del bianco · h3 pedone del bianco · a2 pedone del bianco · b2 pedone del bianco · c2 torre del nero · d1 torre del bianco · h1 re del bianco | g8 re del nero · f7 pedone del nero · b6 pedone del nero · h6 pedone del nero · a5 pedone del nero · f5 cavallo del bianco · g5 pedone del nero · f4 donna del nero · a3 donna del bianco · h3 pedone del bianco · a2 pedone del bianco · b2 pedone del bianco · c2 torre del nero · d1 torre del bianco · h1 re del bianco | g8 re del nero · f7 pedone del nero · b6 pedone del nero · h6 pedone del nero · a5 pedone del nero · f5 cavallo del bianco · g5 pedone del nero · f4 donna del nero · a3 donna del bianco · h3 pedone del bianco · a2 pedone del bianco · b2 pedone del bianco · c2 torre del nero · d1 torre del bianco · h1 re del bianco | 5 |
| 4 | g8 re del nero · f7 pedone del nero · b6 pedone del nero · h6 pedone del nero · a5 pedone del nero · f5 cavallo del bianco · g5 pedone del nero · f4 donna del nero · a3 donna del bianco · h3 pedone del bianco · a2 pedone del bianco · b2 pedone del bianco · c2 torre del nero · d1 torre del bianco · h1 re del bianco | g8 re del nero · f7 pedone del nero · b6 pedone del nero · h6 pedone del nero · a5 pedone del nero · f5 cavallo del bianco · g5 pedone del nero · f4 donna del nero · a3 donna del bianco · h3 pedone del bianco · a2 pedone del bianco · b2 pedone del bianco · c2 torre del nero · d1 torre del bianco · h1 re del bianco | g8 re del nero · f7 pedone del nero · b6 pedone del nero · h6 pedone del nero · a5 pedone del nero · f5 cavallo del bianco · g5 pedone del nero · f4 donna del nero · a3 donna del bianco · h3 pedone del bianco · a2 pedone del bianco · b2 pedone del bianco · c2 torre del nero · d1 torre del bianco · h1 re del bianco | g8 re del nero · f7 pedone del nero · b6 pedone del nero · h6 pedone del nero · a5 pedone del nero · f5 cavallo del bianco · g5 pedone del nero · f4 donna del nero · a3 donna del bianco · h3 pedone del bianco · a2 pedone del bianco · b2 pedone del bianco · c2 torre del nero · d1 torre del bianco · h1 re del bianco | g8 re del nero · f7 pedone del nero · b6 pedone del nero · h6 pedone del nero · a5 pedone del nero · f5 cavallo del bianco · g5 pedone del nero · f4 donna del nero · a3 donna del bianco · h3 pedone del bianco · a2 pedone del bianco · b2 pedone del bianco · c2 torre del nero · d1 torre del bianco · h1 re del bianco | g8 re del nero · f7 pedone del nero · b6 pedone del nero · h6 pedone del nero · a5 pedone del nero · f5 cavallo del bianco · g5 pedone del nero · f4 donna del nero · a3 donna del bianco · h3 pedone del bianco · a2 pedone del bianco · b2 pedone del bianco · c2 torre del nero · d1 torre del bianco · h1 re del bianco | g8 re del nero · f7 pedone del nero · b6 pedone del nero · h6 pedone del nero · a5 pedone del nero · f5 cavallo del bianco · g5 pedone del nero · f4 donna del nero · a3 donna del bianco · h3 pedone del bianco · a2 pedone del bianco · b2 pedone del bianco · c2 torre del nero · d1 torre del bianco · h1 re del bianco | g8 re del nero · f7 pedone del nero · b6 pedone del nero · h6 pedone del nero · a5 pedone del nero · f5 cavallo del bianco · g5 pedone del nero · f4 donna del nero · a3 donna del bianco · h3 pedone del bianco · a2 pedone del bianco · b2 pedone del bianco · c2 torre del nero · d1 torre del bianco · h1 re del bianco | 4 |
| 3 | g8 re del nero · f7 pedone del nero · b6 pedone del nero · h6 pedone del nero · a5 pedone del nero · f5 cavallo del bianco · g5 pedone del nero · f4 donna del nero · a3 donna del bianco · h3 pedone del bianco · a2 pedone del bianco · b2 pedone del bianco · c2 torre del nero · d1 torre del bianco · h1 re del bianco | g8 re del nero · f7 pedone del nero · b6 pedone del nero · h6 pedone del nero · a5 pedone del nero · f5 cavallo del bianco · g5 pedone del nero · f4 donna del nero · a3 donna del bianco · h3 pedone del bianco · a2 pedone del bianco · b2 pedone del bianco · c2 torre del nero · d1 torre del bianco · h1 re del bianco | g8 re del nero · f7 pedone del nero · b6 pedone del nero · h6 pedone del nero · a5 pedone del nero · f5 cavallo del bianco · g5 pedone del nero · f4 donna del nero · a3 donna del bianco · h3 pedone del bianco · a2 pedone del bianco · b2 pedone del bianco · c2 torre del nero · d1 torre del bianco · h1 re del bianco | g8 re del nero · f7 pedone del nero · b6 pedone del nero · h6 pedone del nero · a5 pedone del nero · f5 cavallo del bianco · g5 pedone del nero · f4 donna del nero · a3 donna del bianco · h3 pedone del bianco · a2 pedone del bianco · b2 pedone del bianco · c2 torre del nero · d1 torre del bianco · h1 re del bianco | g8 re del nero · f7 pedone del nero · b6 pedone del nero · h6 pedone del nero · a5 pedone del nero · f5 cavallo del bianco · g5 pedone del nero · f4 donna del nero · a3 donna del bianco · h3 pedone del bianco · a2 pedone del bianco · b2 pedone del bianco · c2 torre del nero · d1 torre del bianco · h1 re del bianco | g8 re del nero · f7 pedone del nero · b6 pedone del nero · h6 pedone del nero · a5 pedone del nero · f5 cavallo del bianco · g5 pedone del nero · f4 donna del nero · a3 donna del bianco · h3 pedone del bianco · a2 pedone del bianco · b2 pedone del bianco · c2 torre del nero · d1 torre del bianco · h1 re del bianco | g8 re del nero · f7 pedone del nero · b6 pedone del nero · h6 pedone del nero · a5 pedone del nero · f5 cavallo del bianco · g5 pedone del nero · f4 donna del nero · a3 donna del bianco · h3 pedone del bianco · a2 pedone del bianco · b2 pedone del bianco · c2 torre del nero · d1 torre del bianco · h1 re del bianco | g8 re del nero · f7 pedone del nero · b6 pedone del nero · h6 pedone del nero · a5 pedone del nero · f5 cavallo del bianco · g5 pedone del nero · f4 donna del nero · a3 donna del bianco · h3 pedone del bianco · a2 pedone del bianco · b2 pedone del bianco · c2 torre del nero · d1 torre del bianco · h1 re del bianco | 3 |
| 2 | g8 re del nero · f7 pedone del nero · b6 pedone del nero · h6 pedone del nero · a5 pedone del nero · f5 cavallo del bianco · g5 pedone del nero · f4 donna del nero · a3 donna del bianco · h3 pedone del bianco · a2 pedone del bianco · b2 pedone del bianco · c2 torre del nero · d1 torre del bianco · h1 re del bianco | g8 re del nero · f7 pedone del nero · b6 pedone del nero · h6 pedone del nero · a5 pedone del nero · f5 cavallo del bianco · g5 pedone del nero · f4 donna del nero · a3 donna del bianco · h3 pedone del bianco · a2 pedone del bianco · b2 pedone del bianco · c2 torre del nero · d1 torre del bianco · h1 re del bianco | g8 re del nero · f7 pedone del nero · b6 pedone del nero · h6 pedone del nero · a5 pedone del nero · f5 cavallo del bianco · g5 pedone del nero · f4 donna del nero · a3 donna del bianco · h3 pedone del bianco · a2 pedone del bianco · b2 pedone del bianco · c2 torre del nero · d1 torre del bianco · h1 re del bianco | g8 re del nero · f7 pedone del nero · b6 pedone del nero · h6 pedone del nero · a5 pedone del nero · f5 cavallo del bianco · g5 pedone del nero · f4 donna del nero · a3 donna del bianco · h3 pedone del bianco · a2 pedone del bianco · b2 pedone del bianco · c2 torre del nero · d1 torre del bianco · h1 re del bianco | g8 re del nero · f7 pedone del nero · b6 pedone del nero · h6 pedone del nero · a5 pedone del nero · f5 cavallo del bianco · g5 pedone del nero · f4 donna del nero · a3 donna del bianco · h3 pedone del bianco · a2 pedone del bianco · b2 pedone del bianco · c2 torre del nero · d1 torre del bianco · h1 re del bianco | g8 re del nero · f7 pedone del nero · b6 pedone del nero · h6 pedone del nero · a5 pedone del nero · f5 cavallo del bianco · g5 pedone del nero · f4 donna del nero · a3 donna del bianco · h3 pedone del bianco · a2 pedone del bianco · b2 pedone del bianco · c2 torre del nero · d1 torre del bianco · h1 re del bianco | g8 re del nero · f7 pedone del nero · b6 pedone del nero · h6 pedone del nero · a5 pedone del nero · f5 cavallo del bianco · g5 pedone del nero · f4 donna del nero · a3 donna del bianco · h3 pedone del bianco · a2 pedone del bianco · b2 pedone del bianco · c2 torre del nero · d1 torre del bianco · h1 re del bianco | g8 re del nero · f7 pedone del nero · b6 pedone del nero · h6 pedone del nero · a5 pedone del nero · f5 cavallo del bianco · g5 pedone del nero · f4 donna del nero · a3 donna del bianco · h3 pedone del bianco · a2 pedone del bianco · b2 pedone del bianco · c2 torre del nero · d1 torre del bianco · h1 re del bianco | 2 |
| 1 | g8 re del nero · f7 pedone del nero · b6 pedone del nero · h6 pedone del nero · a5 pedone del nero · f5 cavallo del bianco · g5 pedone del nero · f4 donna del nero · a3 donna del bianco · h3 pedone del bianco · a2 pedone del bianco · b2 pedone del bianco · c2 torre del nero · d1 torre del bianco · h1 re del bianco | g8 re del nero · f7 pedone del nero · b6 pedone del nero · h6 pedone del nero · a5 pedone del nero · f5 cavallo del bianco · g5 pedone del nero · f4 donna del nero · a3 donna del bianco · h3 pedone del bianco · a2 pedone del bianco · b2 pedone del bianco · c2 torre del nero · d1 torre del bianco · h1 re del bianco | g8 re del nero · f7 pedone del nero · b6 pedone del nero · h6 pedone del nero · a5 pedone del nero · f5 cavallo del bianco · g5 pedone del nero · f4 donna del nero · a3 donna del bianco · h3 pedone del bianco · a2 pedone del bianco · b2 pedone del bianco · c2 torre del nero · d1 torre del bianco · h1 re del bianco | g8 re del nero · f7 pedone del nero · b6 pedone del nero · h6 pedone del nero · a5 pedone del nero · f5 cavallo del bianco · g5 pedone del nero · f4 donna del nero · a3 donna del bianco · h3 pedone del bianco · a2 pedone del bianco · b2 pedone del bianco · c2 torre del nero · d1 torre del bianco · h1 re del bianco | g8 re del nero · f7 pedone del nero · b6 pedone del nero · h6 pedone del nero · a5 pedone del nero · f5 cavallo del bianco · g5 pedone del nero · f4 donna del nero · a3 donna del bianco · h3 pedone del bianco · a2 pedone del bianco · b2 pedone del bianco · c2 torre del nero · d1 torre del bianco · h1 re del bianco | g8 re del nero · f7 pedone del nero · b6 pedone del nero · h6 pedone del nero · a5 pedone del nero · f5 cavallo del bianco · g5 pedone del nero · f4 donna del nero · a3 donna del bianco · h3 pedone del bianco · a2 pedone del bianco · b2 pedone del bianco · c2 torre del nero · d1 torre del bianco · h1 re del bianco | g8 re del nero · f7 pedone del nero · b6 pedone del nero · h6 pedone del nero · a5 pedone del nero · f5 cavallo del bianco · g5 pedone del nero · f4 donna del nero · a3 donna del bianco · h3 pedone del bianco · a2 pedone del bianco · b2 pedone del bianco · c2 torre del nero · d1 torre del bianco · h1 re del bianco | g8 re del nero · f7 pedone del nero · b6 pedone del nero · h6 pedone del nero · a5 pedone del nero · f5 cavallo del bianco · g5 pedone del nero · f4 donna del nero · a3 donna del bianco · h3 pedone del bianco · a2 pedone del bianco · b2 pedone del bianco · c2 torre del nero · d1 torre del bianco · h1 re del bianco | 1 |
|   | a | b | c | d | e | f | g | h |   |

In questa posizione Euwe ha abbandonato a causa di 1. Df8+! Rxf8 2. Td8 matto (se 1. ... Rh7 2. Dg7 matto).
|   | a | b | c | d | e | f | g | h |   |
| 8 | d8 torre del bianco · f8 re del nero · f7 pedone del nero · b6 pedone del nero · h6 pedone del nero · a5 pedone del nero · f5 cavallo del bianco · g5 pedone del nero · f4 donna del nero · h3 pedone del bianco · a2 pedone del bianco · b2 pedone del bianco · c2 torre del nero · h1 re del bianco | d8 torre del bianco · f8 re del nero · f7 pedone del nero · b6 pedone del nero · h6 pedone del nero · a5 pedone del nero · f5 cavallo del bianco · g5 pedone del nero · f4 donna del nero · h3 pedone del bianco · a2 pedone del bianco · b2 pedone del bianco · c2 torre del nero · h1 re del bianco | d8 torre del bianco · f8 re del nero · f7 pedone del nero · b6 pedone del nero · h6 pedone del nero · a5 pedone del nero · f5 cavallo del bianco · g5 pedone del nero · f4 donna del nero · h3 pedone del bianco · a2 pedone del bianco · b2 pedone del bianco · c2 torre del nero · h1 re del bianco | d8 torre del bianco · f8 re del nero · f7 pedone del nero · b6 pedone del nero · h6 pedone del nero · a5 pedone del nero · f5 cavallo del bianco · g5 pedone del nero · f4 donna del nero · h3 pedone del bianco · a2 pedone del bianco · b2 pedone del bianco · c2 torre del nero · h1 re del bianco | d8 torre del bianco · f8 re del nero · f7 pedone del nero · b6 pedone del nero · h6 pedone del nero · a5 pedone del nero · f5 cavallo del bianco · g5 pedone del nero · f4 donna del nero · h3 pedone del bianco · a2 pedone del bianco · b2 pedone del bianco · c2 torre del nero · h1 re del bianco | d8 torre del bianco · f8 re del nero · f7 pedone del nero · b6 pedone del nero · h6 pedone del nero · a5 pedone del nero · f5 cavallo del bianco · g5 pedone del nero · f4 donna del nero · h3 pedone del bianco · a2 pedone del bianco · b2 pedone del bianco · c2 torre del nero · h1 re del bianco | d8 torre del bianco · f8 re del nero · f7 pedone del nero · b6 pedone del nero · h6 pedone del nero · a5 pedone del nero · f5 cavallo del bianco · g5 pedone del nero · f4 donna del nero · h3 pedone del bianco · a2 pedone del bianco · b2 pedone del bianco · c2 torre del nero · h1 re del bianco | d8 torre del bianco · f8 re del nero · f7 pedone del nero · b6 pedone del nero · h6 pedone del nero · a5 pedone del nero · f5 cavallo del bianco · g5 pedone del nero · f4 donna del nero · h3 pedone del bianco · a2 pedone del bianco · b2 pedone del bianco · c2 torre del nero · h1 re del bianco | 8 |
| 7 | d8 torre del bianco · f8 re del nero · f7 pedone del nero · b6 pedone del nero · h6 pedone del nero · a5 pedone del nero · f5 cavallo del bianco · g5 pedone del nero · f4 donna del nero · h3 pedone del bianco · a2 pedone del bianco · b2 pedone del bianco · c2 torre del nero · h1 re del bianco | d8 torre del bianco · f8 re del nero · f7 pedone del nero · b6 pedone del nero · h6 pedone del nero · a5 pedone del nero · f5 cavallo del bianco · g5 pedone del nero · f4 donna del nero · h3 pedone del bianco · a2 pedone del bianco · b2 pedone del bianco · c2 torre del nero · h1 re del bianco | d8 torre del bianco · f8 re del nero · f7 pedone del nero · b6 pedone del nero · h6 pedone del nero · a5 pedone del nero · f5 cavallo del bianco · g5 pedone del nero · f4 donna del nero · h3 pedone del bianco · a2 pedone del bianco · b2 pedone del bianco · c2 torre del nero · h1 re del bianco | d8 torre del bianco · f8 re del nero · f7 pedone del nero · b6 pedone del nero · h6 pedone del nero · a5 pedone del nero · f5 cavallo del bianco · g5 pedone del nero · f4 donna del nero · h3 pedone del bianco · a2 pedone del bianco · b2 pedone del bianco · c2 torre del nero · h1 re del bianco | d8 torre del bianco · f8 re del nero · f7 pedone del nero · b6 pedone del nero · h6 pedone del nero · a5 pedone del nero · f5 cavallo del bianco · g5 pedone del nero · f4 donna del nero · h3 pedone del bianco · a2 pedone del bianco · b2 pedone del bianco · c2 torre del nero · h1 re del bianco | d8 torre del bianco · f8 re del nero · f7 pedone del nero · b6 pedone del nero · h6 pedone del nero · a5 pedone del nero · f5 cavallo del bianco · g5 pedone del nero · f4 donna del nero · h3 pedone del bianco · a2 pedone del bianco · b2 pedone del bianco · c2 torre del nero · h1 re del bianco | d8 torre del bianco · f8 re del nero · f7 pedone del nero · b6 pedone del nero · h6 pedone del nero · a5 pedone del nero · f5 cavallo del bianco · g5 pedone del nero · f4 donna del nero · h3 pedone del bianco · a2 pedone del bianco · b2 pedone del bianco · c2 torre del nero · h1 re del bianco | d8 torre del bianco · f8 re del nero · f7 pedone del nero · b6 pedone del nero · h6 pedone del nero · a5 pedone del nero · f5 cavallo del bianco · g5 pedone del nero · f4 donna del nero · h3 pedone del bianco · a2 pedone del bianco · b2 pedone del bianco · c2 torre del nero · h1 re del bianco | 7 |
| 6 | d8 torre del bianco · f8 re del nero · f7 pedone del nero · b6 pedone del nero · h6 pedone del nero · a5 pedone del nero · f5 cavallo del bianco · g5 pedone del nero · f4 donna del nero · h3 pedone del bianco · a2 pedone del bianco · b2 pedone del bianco · c2 torre del nero · h1 re del bianco | d8 torre del bianco · f8 re del nero · f7 pedone del nero · b6 pedone del nero · h6 pedone del nero · a5 pedone del nero · f5 cavallo del bianco · g5 pedone del nero · f4 donna del nero · h3 pedone del bianco · a2 pedone del bianco · b2 pedone del bianco · c2 torre del nero · h1 re del bianco | d8 torre del bianco · f8 re del nero · f7 pedone del nero · b6 pedone del nero · h6 pedone del nero · a5 pedone del nero · f5 cavallo del bianco · g5 pedone del nero · f4 donna del nero · h3 pedone del bianco · a2 pedone del bianco · b2 pedone del bianco · c2 torre del nero · h1 re del bianco | d8 torre del bianco · f8 re del nero · f7 pedone del nero · b6 pedone del nero · h6 pedone del nero · a5 pedone del nero · f5 cavallo del bianco · g5 pedone del nero · f4 donna del nero · h3 pedone del bianco · a2 pedone del bianco · b2 pedone del bianco · c2 torre del nero · h1 re del bianco | d8 torre del bianco · f8 re del nero · f7 pedone del nero · b6 pedone del nero · h6 pedone del nero · a5 pedone del nero · f5 cavallo del bianco · g5 pedone del nero · f4 donna del nero · h3 pedone del bianco · a2 pedone del bianco · b2 pedone del bianco · c2 torre del nero · h1 re del bianco | d8 torre del bianco · f8 re del nero · f7 pedone del nero · b6 pedone del nero · h6 pedone del nero · a5 pedone del nero · f5 cavallo del bianco · g5 pedone del nero · f4 donna del nero · h3 pedone del bianco · a2 pedone del bianco · b2 pedone del bianco · c2 torre del nero · h1 re del bianco | d8 torre del bianco · f8 re del nero · f7 pedone del nero · b6 pedone del nero · h6 pedone del nero · a5 pedone del nero · f5 cavallo del bianco · g5 pedone del nero · f4 donna del nero · h3 pedone del bianco · a2 pedone del bianco · b2 pedone del bianco · c2 torre del nero · h1 re del bianco | d8 torre del bianco · f8 re del nero · f7 pedone del nero · b6 pedone del nero · h6 pedone del nero · a5 pedone del nero · f5 cavallo del bianco · g5 pedone del nero · f4 donna del nero · h3 pedone del bianco · a2 pedone del bianco · b2 pedone del bianco · c2 torre del nero · h1 re del bianco | 6 |
| 5 | d8 torre del bianco · f8 re del nero · f7 pedone del nero · b6 pedone del nero · h6 pedone del nero · a5 pedone del nero · f5 cavallo del bianco · g5 pedone del nero · f4 donna del nero · h3 pedone del bianco · a2 pedone del bianco · b2 pedone del bianco · c2 torre del nero · h1 re del bianco | d8 torre del bianco · f8 re del nero · f7 pedone del nero · b6 pedone del nero · h6 pedone del nero · a5 pedone del nero · f5 cavallo del bianco · g5 pedone del nero · f4 donna del nero · h3 pedone del bianco · a2 pedone del bianco · b2 pedone del bianco · c2 torre del nero · h1 re del bianco | d8 torre del bianco · f8 re del nero · f7 pedone del nero · b6 pedone del nero · h6 pedone del nero · a5 pedone del nero · f5 cavallo del bianco · g5 pedone del nero · f4 donna del nero · h3 pedone del bianco · a2 pedone del bianco · b2 pedone del bianco · c2 torre del nero · h1 re del bianco | d8 torre del bianco · f8 re del nero · f7 pedone del nero · b6 pedone del nero · h6 pedone del nero · a5 pedone del nero · f5 cavallo del bianco · g5 pedone del nero · f4 donna del nero · h3 pedone del bianco · a2 pedone del bianco · b2 pedone del bianco · c2 torre del nero · h1 re del bianco | d8 torre del bianco · f8 re del nero · f7 pedone del nero · b6 pedone del nero · h6 pedone del nero · a5 pedone del nero · f5 cavallo del bianco · g5 pedone del nero · f4 donna del nero · h3 pedone del bianco · a2 pedone del bianco · b2 pedone del bianco · c2 torre del nero · h1 re del bianco | d8 torre del bianco · f8 re del nero · f7 pedone del nero · b6 pedone del nero · h6 pedone del nero · a5 pedone del nero · f5 cavallo del bianco · g5 pedone del nero · f4 donna del nero · h3 pedone del bianco · a2 pedone del bianco · b2 pedone del bianco · c2 torre del nero · h1 re del bianco | d8 torre del bianco · f8 re del nero · f7 pedone del nero · b6 pedone del nero · h6 pedone del nero · a5 pedone del nero · f5 cavallo del bianco · g5 pedone del nero · f4 donna del nero · h3 pedone del bianco · a2 pedone del bianco · b2 pedone del bianco · c2 torre del nero · h1 re del bianco | d8 torre del bianco · f8 re del nero · f7 pedone del nero · b6 pedone del nero · h6 pedone del nero · a5 pedone del nero · f5 cavallo del bianco · g5 pedone del nero · f4 donna del nero · h3 pedone del bianco · a2 pedone del bianco · b2 pedone del bianco · c2 torre del nero · h1 re del bianco | 5 |
| 4 | d8 torre del bianco · f8 re del nero · f7 pedone del nero · b6 pedone del nero · h6 pedone del nero · a5 pedone del nero · f5 cavallo del bianco · g5 pedone del nero · f4 donna del nero · h3 pedone del bianco · a2 pedone del bianco · b2 pedone del bianco · c2 torre del nero · h1 re del bianco | d8 torre del bianco · f8 re del nero · f7 pedone del nero · b6 pedone del nero · h6 pedone del nero · a5 pedone del nero · f5 cavallo del bianco · g5 pedone del nero · f4 donna del nero · h3 pedone del bianco · a2 pedone del bianco · b2 pedone del bianco · c2 torre del nero · h1 re del bianco | d8 torre del bianco · f8 re del nero · f7 pedone del nero · b6 pedone del nero · h6 pedone del nero · a5 pedone del nero · f5 cavallo del bianco · g5 pedone del nero · f4 donna del nero · h3 pedone del bianco · a2 pedone del bianco · b2 pedone del bianco · c2 torre del nero · h1 re del bianco | d8 torre del bianco · f8 re del nero · f7 pedone del nero · b6 pedone del nero · h6 pedone del nero · a5 pedone del nero · f5 cavallo del bianco · g5 pedone del nero · f4 donna del nero · h3 pedone del bianco · a2 pedone del bianco · b2 pedone del bianco · c2 torre del nero · h1 re del bianco | d8 torre del bianco · f8 re del nero · f7 pedone del nero · b6 pedone del nero · h6 pedone del nero · a5 pedone del nero · f5 cavallo del bianco · g5 pedone del nero · f4 donna del nero · h3 pedone del bianco · a2 pedone del bianco · b2 pedone del bianco · c2 torre del nero · h1 re del bianco | d8 torre del bianco · f8 re del nero · f7 pedone del nero · b6 pedone del nero · h6 pedone del nero · a5 pedone del nero · f5 cavallo del bianco · g5 pedone del nero · f4 donna del nero · h3 pedone del bianco · a2 pedone del bianco · b2 pedone del bianco · c2 torre del nero · h1 re del bianco | d8 torre del bianco · f8 re del nero · f7 pedone del nero · b6 pedone del nero · h6 pedone del nero · a5 pedone del nero · f5 cavallo del bianco · g5 pedone del nero · f4 donna del nero · h3 pedone del bianco · a2 pedone del bianco · b2 pedone del bianco · c2 torre del nero · h1 re del bianco | d8 torre del bianco · f8 re del nero · f7 pedone del nero · b6 pedone del nero · h6 pedone del nero · a5 pedone del nero · f5 cavallo del bianco · g5 pedone del nero · f4 donna del nero · h3 pedone del bianco · a2 pedone del bianco · b2 pedone del bianco · c2 torre del nero · h1 re del bianco | 4 |
| 3 | d8 torre del bianco · f8 re del nero · f7 pedone del nero · b6 pedone del nero · h6 pedone del nero · a5 pedone del nero · f5 cavallo del bianco · g5 pedone del nero · f4 donna del nero · h3 pedone del bianco · a2 pedone del bianco · b2 pedone del bianco · c2 torre del nero · h1 re del bianco | d8 torre del bianco · f8 re del nero · f7 pedone del nero · b6 pedone del nero · h6 pedone del nero · a5 pedone del nero · f5 cavallo del bianco · g5 pedone del nero · f4 donna del nero · h3 pedone del bianco · a2 pedone del bianco · b2 pedone del bianco · c2 torre del nero · h1 re del bianco | d8 torre del bianco · f8 re del nero · f7 pedone del nero · b6 pedone del nero · h6 pedone del nero · a5 pedone del nero · f5 cavallo del bianco · g5 pedone del nero · f4 donna del nero · h3 pedone del bianco · a2 pedone del bianco · b2 pedone del bianco · c2 torre del nero · h1 re del bianco | d8 torre del bianco · f8 re del nero · f7 pedone del nero · b6 pedone del nero · h6 pedone del nero · a5 pedone del nero · f5 cavallo del bianco · g5 pedone del nero · f4 donna del nero · h3 pedone del bianco · a2 pedone del bianco · b2 pedone del bianco · c2 torre del nero · h1 re del bianco | d8 torre del bianco · f8 re del nero · f7 pedone del nero · b6 pedone del nero · h6 pedone del nero · a5 pedone del nero · f5 cavallo del bianco · g5 pedone del nero · f4 donna del nero · h3 pedone del bianco · a2 pedone del bianco · b2 pedone del bianco · c2 torre del nero · h1 re del bianco | d8 torre del bianco · f8 re del nero · f7 pedone del nero · b6 pedone del nero · h6 pedone del nero · a5 pedone del nero · f5 cavallo del bianco · g5 pedone del nero · f4 donna del nero · h3 pedone del bianco · a2 pedone del bianco · b2 pedone del bianco · c2 torre del nero · h1 re del bianco | d8 torre del bianco · f8 re del nero · f7 pedone del nero · b6 pedone del nero · h6 pedone del nero · a5 pedone del nero · f5 cavallo del bianco · g5 pedone del nero · f4 donna del nero · h3 pedone del bianco · a2 pedone del bianco · b2 pedone del bianco · c2 torre del nero · h1 re del bianco | d8 torre del bianco · f8 re del nero · f7 pedone del nero · b6 pedone del nero · h6 pedone del nero · a5 pedone del nero · f5 cavallo del bianco · g5 pedone del nero · f4 donna del nero · h3 pedone del bianco · a2 pedone del bianco · b2 pedone del bianco · c2 torre del nero · h1 re del bianco | 3 |
| 2 | d8 torre del bianco · f8 re del nero · f7 pedone del nero · b6 pedone del nero · h6 pedone del nero · a5 pedone del nero · f5 cavallo del bianco · g5 pedone del nero · f4 donna del nero · h3 pedone del bianco · a2 pedone del bianco · b2 pedone del bianco · c2 torre del nero · h1 re del bianco | d8 torre del bianco · f8 re del nero · f7 pedone del nero · b6 pedone del nero · h6 pedone del nero · a5 pedone del nero · f5 cavallo del bianco · g5 pedone del nero · f4 donna del nero · h3 pedone del bianco · a2 pedone del bianco · b2 pedone del bianco · c2 torre del nero · h1 re del bianco | d8 torre del bianco · f8 re del nero · f7 pedone del nero · b6 pedone del nero · h6 pedone del nero · a5 pedone del nero · f5 cavallo del bianco · g5 pedone del nero · f4 donna del nero · h3 pedone del bianco · a2 pedone del bianco · b2 pedone del bianco · c2 torre del nero · h1 re del bianco | d8 torre del bianco · f8 re del nero · f7 pedone del nero · b6 pedone del nero · h6 pedone del nero · a5 pedone del nero · f5 cavallo del bianco · g5 pedone del nero · f4 donna del nero · h3 pedone del bianco · a2 pedone del bianco · b2 pedone del bianco · c2 torre del nero · h1 re del bianco | d8 torre del bianco · f8 re del nero · f7 pedone del nero · b6 pedone del nero · h6 pedone del nero · a5 pedone del nero · f5 cavallo del bianco · g5 pedone del nero · f4 donna del nero · h3 pedone del bianco · a2 pedone del bianco · b2 pedone del bianco · c2 torre del nero · h1 re del bianco | d8 torre del bianco · f8 re del nero · f7 pedone del nero · b6 pedone del nero · h6 pedone del nero · a5 pedone del nero · f5 cavallo del bianco · g5 pedone del nero · f4 donna del nero · h3 pedone del bianco · a2 pedone del bianco · b2 pedone del bianco · c2 torre del nero · h1 re del bianco | d8 torre del bianco · f8 re del nero · f7 pedone del nero · b6 pedone del nero · h6 pedone del nero · a5 pedone del nero · f5 cavallo del bianco · g5 pedone del nero · f4 donna del nero · h3 pedone del bianco · a2 pedone del bianco · b2 pedone del bianco · c2 torre del nero · h1 re del bianco | d8 torre del bianco · f8 re del nero · f7 pedone del nero · b6 pedone del nero · h6 pedone del nero · a5 pedone del nero · f5 cavallo del bianco · g5 pedone del nero · f4 donna del nero · h3 pedone del bianco · a2 pedone del bianco · b2 pedone del bianco · c2 torre del nero · h1 re del bianco | 2 |
| 1 | d8 torre del bianco · f8 re del nero · f7 pedone del nero · b6 pedone del nero · h6 pedone del nero · a5 pedone del nero · f5 cavallo del bianco · g5 pedone del nero · f4 donna del nero · h3 pedone del bianco · a2 pedone del bianco · b2 pedone del bianco · c2 torre del nero · h1 re del bianco | d8 torre del bianco · f8 re del nero · f7 pedone del nero · b6 pedone del nero · h6 pedone del nero · a5 pedone del nero · f5 cavallo del bianco · g5 pedone del nero · f4 donna del nero · h3 pedone del bianco · a2 pedone del bianco · b2 pedone del bianco · c2 torre del nero · h1 re del bianco | d8 torre del bianco · f8 re del nero · f7 pedone del nero · b6 pedone del nero · h6 pedone del nero · a5 pedone del nero · f5 cavallo del bianco · g5 pedone del nero · f4 donna del nero · h3 pedone del bianco · a2 pedone del bianco · b2 pedone del bianco · c2 torre del nero · h1 re del bianco | d8 torre del bianco · f8 re del nero · f7 pedone del nero · b6 pedone del nero · h6 pedone del nero · a5 pedone del nero · f5 cavallo del bianco · g5 pedone del nero · f4 donna del nero · h3 pedone del bianco · a2 pedone del bianco · b2 pedone del bianco · c2 torre del nero · h1 re del bianco | d8 torre del bianco · f8 re del nero · f7 pedone del nero · b6 pedone del nero · h6 pedone del nero · a5 pedone del nero · f5 cavallo del bianco · g5 pedone del nero · f4 donna del nero · h3 pedone del bianco · a2 pedone del bianco · b2 pedone del bianco · c2 torre del nero · h1 re del bianco | d8 torre del bianco · f8 re del nero · f7 pedone del nero · b6 pedone del nero · h6 pedone del nero · a5 pedone del nero · f5 cavallo del bianco · g5 pedone del nero · f4 donna del nero · h3 pedone del bianco · a2 pedone del bianco · b2 pedone del bianco · c2 torre del nero · h1 re del bianco | d8 torre del bianco · f8 re del nero · f7 pedone del nero · b6 pedone del nero · h6 pedone del nero · a5 pedone del nero · f5 cavallo del bianco · g5 pedone del nero · f4 donna del nero · h3 pedone del bianco · a2 pedone del bianco · b2 pedone del bianco · c2 torre del nero · h1 re del bianco | d8 torre del bianco · f8 re del nero · f7 pedone del nero · b6 pedone del nero · h6 pedone del nero · a5 pedone del nero · f5 cavallo del bianco · g5 pedone del nero · f4 donna del nero · h3 pedone del bianco · a2 pedone del bianco · b2 pedone del bianco · c2 torre del nero · h1 re del bianco | 1 |
|   | a | b | c | d | e | f | g | h |   |

Il Re nero è stato attirato nella casa f8 e intrappolato in una rete di matto.

## Matto affogato
Il matto affogato è spesso preceduto da un sacrificio di adescamento. In questo caso viene bloccata una casa di fuga del Re avversario. Esempio:
|   | a | b | c | d | e | f | g | h |   |
| 8 | a8 torre del nero · h8 re del nero · g7 pedone del nero · h7 pedone del nero · g5 cavallo del bianco · c4 donna del bianco · a3 donna del nero · g2 pedone del bianco · h2 pedone del bianco · g1 re del bianco | a8 torre del nero · h8 re del nero · g7 pedone del nero · h7 pedone del nero · g5 cavallo del bianco · c4 donna del bianco · a3 donna del nero · g2 pedone del bianco · h2 pedone del bianco · g1 re del bianco | a8 torre del nero · h8 re del nero · g7 pedone del nero · h7 pedone del nero · g5 cavallo del bianco · c4 donna del bianco · a3 donna del nero · g2 pedone del bianco · h2 pedone del bianco · g1 re del bianco | a8 torre del nero · h8 re del nero · g7 pedone del nero · h7 pedone del nero · g5 cavallo del bianco · c4 donna del bianco · a3 donna del nero · g2 pedone del bianco · h2 pedone del bianco · g1 re del bianco | a8 torre del nero · h8 re del nero · g7 pedone del nero · h7 pedone del nero · g5 cavallo del bianco · c4 donna del bianco · a3 donna del nero · g2 pedone del bianco · h2 pedone del bianco · g1 re del bianco | a8 torre del nero · h8 re del nero · g7 pedone del nero · h7 pedone del nero · g5 cavallo del bianco · c4 donna del bianco · a3 donna del nero · g2 pedone del bianco · h2 pedone del bianco · g1 re del bianco | a8 torre del nero · h8 re del nero · g7 pedone del nero · h7 pedone del nero · g5 cavallo del bianco · c4 donna del bianco · a3 donna del nero · g2 pedone del bianco · h2 pedone del bianco · g1 re del bianco | a8 torre del nero · h8 re del nero · g7 pedone del nero · h7 pedone del nero · g5 cavallo del bianco · c4 donna del bianco · a3 donna del nero · g2 pedone del bianco · h2 pedone del bianco · g1 re del bianco | 8 |
| 7 | a8 torre del nero · h8 re del nero · g7 pedone del nero · h7 pedone del nero · g5 cavallo del bianco · c4 donna del bianco · a3 donna del nero · g2 pedone del bianco · h2 pedone del bianco · g1 re del bianco | a8 torre del nero · h8 re del nero · g7 pedone del nero · h7 pedone del nero · g5 cavallo del bianco · c4 donna del bianco · a3 donna del nero · g2 pedone del bianco · h2 pedone del bianco · g1 re del bianco | a8 torre del nero · h8 re del nero · g7 pedone del nero · h7 pedone del nero · g5 cavallo del bianco · c4 donna del bianco · a3 donna del nero · g2 pedone del bianco · h2 pedone del bianco · g1 re del bianco | a8 torre del nero · h8 re del nero · g7 pedone del nero · h7 pedone del nero · g5 cavallo del bianco · c4 donna del bianco · a3 donna del nero · g2 pedone del bianco · h2 pedone del bianco · g1 re del bianco | a8 torre del nero · h8 re del nero · g7 pedone del nero · h7 pedone del nero · g5 cavallo del bianco · c4 donna del bianco · a3 donna del nero · g2 pedone del bianco · h2 pedone del bianco · g1 re del bianco | a8 torre del nero · h8 re del nero · g7 pedone del nero · h7 pedone del nero · g5 cavallo del bianco · c4 donna del bianco · a3 donna del nero · g2 pedone del bianco · h2 pedone del bianco · g1 re del bianco | a8 torre del nero · h8 re del nero · g7 pedone del nero · h7 pedone del nero · g5 cavallo del bianco · c4 donna del bianco · a3 donna del nero · g2 pedone del bianco · h2 pedone del bianco · g1 re del bianco | a8 torre del nero · h8 re del nero · g7 pedone del nero · h7 pedone del nero · g5 cavallo del bianco · c4 donna del bianco · a3 donna del nero · g2 pedone del bianco · h2 pedone del bianco · g1 re del bianco | 7 |
| 6 | a8 torre del nero · h8 re del nero · g7 pedone del nero · h7 pedone del nero · g5 cavallo del bianco · c4 donna del bianco · a3 donna del nero · g2 pedone del bianco · h2 pedone del bianco · g1 re del bianco | a8 torre del nero · h8 re del nero · g7 pedone del nero · h7 pedone del nero · g5 cavallo del bianco · c4 donna del bianco · a3 donna del nero · g2 pedone del bianco · h2 pedone del bianco · g1 re del bianco | a8 torre del nero · h8 re del nero · g7 pedone del nero · h7 pedone del nero · g5 cavallo del bianco · c4 donna del bianco · a3 donna del nero · g2 pedone del bianco · h2 pedone del bianco · g1 re del bianco | a8 torre del nero · h8 re del nero · g7 pedone del nero · h7 pedone del nero · g5 cavallo del bianco · c4 donna del bianco · a3 donna del nero · g2 pedone del bianco · h2 pedone del bianco · g1 re del bianco | a8 torre del nero · h8 re del nero · g7 pedone del nero · h7 pedone del nero · g5 cavallo del bianco · c4 donna del bianco · a3 donna del nero · g2 pedone del bianco · h2 pedone del bianco · g1 re del bianco | a8 torre del nero · h8 re del nero · g7 pedone del nero · h7 pedone del nero · g5 cavallo del bianco · c4 donna del bianco · a3 donna del nero · g2 pedone del bianco · h2 pedone del bianco · g1 re del bianco | a8 torre del nero · h8 re del nero · g7 pedone del nero · h7 pedone del nero · g5 cavallo del bianco · c4 donna del bianco · a3 donna del nero · g2 pedone del bianco · h2 pedone del bianco · g1 re del bianco | a8 torre del nero · h8 re del nero · g7 pedone del nero · h7 pedone del nero · g5 cavallo del bianco · c4 donna del bianco · a3 donna del nero · g2 pedone del bianco · h2 pedone del bianco · g1 re del bianco | 6 |
| 5 | a8 torre del nero · h8 re del nero · g7 pedone del nero · h7 pedone del nero · g5 cavallo del bianco · c4 donna del bianco · a3 donna del nero · g2 pedone del bianco · h2 pedone del bianco · g1 re del bianco | a8 torre del nero · h8 re del nero · g7 pedone del nero · h7 pedone del nero · g5 cavallo del bianco · c4 donna del bianco · a3 donna del nero · g2 pedone del bianco · h2 pedone del bianco · g1 re del bianco | a8 torre del nero · h8 re del nero · g7 pedone del nero · h7 pedone del nero · g5 cavallo del bianco · c4 donna del bianco · a3 donna del nero · g2 pedone del bianco · h2 pedone del bianco · g1 re del bianco | a8 torre del nero · h8 re del nero · g7 pedone del nero · h7 pedone del nero · g5 cavallo del bianco · c4 donna del bianco · a3 donna del nero · g2 pedone del bianco · h2 pedone del bianco · g1 re del bianco | a8 torre del nero · h8 re del nero · g7 pedone del nero · h7 pedone del nero · g5 cavallo del bianco · c4 donna del bianco · a3 donna del nero · g2 pedone del bianco · h2 pedone del bianco · g1 re del bianco | a8 torre del nero · h8 re del nero · g7 pedone del nero · h7 pedone del nero · g5 cavallo del bianco · c4 donna del bianco · a3 donna del nero · g2 pedone del bianco · h2 pedone del bianco · g1 re del bianco | a8 torre del nero · h8 re del nero · g7 pedone del nero · h7 pedone del nero · g5 cavallo del bianco · c4 donna del bianco · a3 donna del nero · g2 pedone del bianco · h2 pedone del bianco · g1 re del bianco | a8 torre del nero · h8 re del nero · g7 pedone del nero · h7 pedone del nero · g5 cavallo del bianco · c4 donna del bianco · a3 donna del nero · g2 pedone del bianco · h2 pedone del bianco · g1 re del bianco | 5 |
| 4 | a8 torre del nero · h8 re del nero · g7 pedone del nero · h7 pedone del nero · g5 cavallo del bianco · c4 donna del bianco · a3 donna del nero · g2 pedone del bianco · h2 pedone del bianco · g1 re del bianco | a8 torre del nero · h8 re del nero · g7 pedone del nero · h7 pedone del nero · g5 cavallo del bianco · c4 donna del bianco · a3 donna del nero · g2 pedone del bianco · h2 pedone del bianco · g1 re del bianco | a8 torre del nero · h8 re del nero · g7 pedone del nero · h7 pedone del nero · g5 cavallo del bianco · c4 donna del bianco · a3 donna del nero · g2 pedone del bianco · h2 pedone del bianco · g1 re del bianco | a8 torre del nero · h8 re del nero · g7 pedone del nero · h7 pedone del nero · g5 cavallo del bianco · c4 donna del bianco · a3 donna del nero · g2 pedone del bianco · h2 pedone del bianco · g1 re del bianco | a8 torre del nero · h8 re del nero · g7 pedone del nero · h7 pedone del nero · g5 cavallo del bianco · c4 donna del bianco · a3 donna del nero · g2 pedone del bianco · h2 pedone del bianco · g1 re del bianco | a8 torre del nero · h8 re del nero · g7 pedone del nero · h7 pedone del nero · g5 cavallo del bianco · c4 donna del bianco · a3 donna del nero · g2 pedone del bianco · h2 pedone del bianco · g1 re del bianco | a8 torre del nero · h8 re del nero · g7 pedone del nero · h7 pedone del nero · g5 cavallo del bianco · c4 donna del bianco · a3 donna del nero · g2 pedone del bianco · h2 pedone del bianco · g1 re del bianco | a8 torre del nero · h8 re del nero · g7 pedone del nero · h7 pedone del nero · g5 cavallo del bianco · c4 donna del bianco · a3 donna del nero · g2 pedone del bianco · h2 pedone del bianco · g1 re del bianco | 4 |
| 3 | a8 torre del nero · h8 re del nero · g7 pedone del nero · h7 pedone del nero · g5 cavallo del bianco · c4 donna del bianco · a3 donna del nero · g2 pedone del bianco · h2 pedone del bianco · g1 re del bianco | a8 torre del nero · h8 re del nero · g7 pedone del nero · h7 pedone del nero · g5 cavallo del bianco · c4 donna del bianco · a3 donna del nero · g2 pedone del bianco · h2 pedone del bianco · g1 re del bianco | a8 torre del nero · h8 re del nero · g7 pedone del nero · h7 pedone del nero · g5 cavallo del bianco · c4 donna del bianco · a3 donna del nero · g2 pedone del bianco · h2 pedone del bianco · g1 re del bianco | a8 torre del nero · h8 re del nero · g7 pedone del nero · h7 pedone del nero · g5 cavallo del bianco · c4 donna del bianco · a3 donna del nero · g2 pedone del bianco · h2 pedone del bianco · g1 re del bianco | a8 torre del nero · h8 re del nero · g7 pedone del nero · h7 pedone del nero · g5 cavallo del bianco · c4 donna del bianco · a3 donna del nero · g2 pedone del bianco · h2 pedone del bianco · g1 re del bianco | a8 torre del nero · h8 re del nero · g7 pedone del nero · h7 pedone del nero · g5 cavallo del bianco · c4 donna del bianco · a3 donna del nero · g2 pedone del bianco · h2 pedone del bianco · g1 re del bianco | a8 torre del nero · h8 re del nero · g7 pedone del nero · h7 pedone del nero · g5 cavallo del bianco · c4 donna del bianco · a3 donna del nero · g2 pedone del bianco · h2 pedone del bianco · g1 re del bianco | a8 torre del nero · h8 re del nero · g7 pedone del nero · h7 pedone del nero · g5 cavallo del bianco · c4 donna del bianco · a3 donna del nero · g2 pedone del bianco · h2 pedone del bianco · g1 re del bianco | 3 |
| 2 | a8 torre del nero · h8 re del nero · g7 pedone del nero · h7 pedone del nero · g5 cavallo del bianco · c4 donna del bianco · a3 donna del nero · g2 pedone del bianco · h2 pedone del bianco · g1 re del bianco | a8 torre del nero · h8 re del nero · g7 pedone del nero · h7 pedone del nero · g5 cavallo del bianco · c4 donna del bianco · a3 donna del nero · g2 pedone del bianco · h2 pedone del bianco · g1 re del bianco | a8 torre del nero · h8 re del nero · g7 pedone del nero · h7 pedone del nero · g5 cavallo del bianco · c4 donna del bianco · a3 donna del nero · g2 pedone del bianco · h2 pedone del bianco · g1 re del bianco | a8 torre del nero · h8 re del nero · g7 pedone del nero · h7 pedone del nero · g5 cavallo del bianco · c4 donna del bianco · a3 donna del nero · g2 pedone del bianco · h2 pedone del bianco · g1 re del bianco | a8 torre del nero · h8 re del nero · g7 pedone del nero · h7 pedone del nero · g5 cavallo del bianco · c4 donna del bianco · a3 donna del nero · g2 pedone del bianco · h2 pedone del bianco · g1 re del bianco | a8 torre del nero · h8 re del nero · g7 pedone del nero · h7 pedone del nero · g5 cavallo del bianco · c4 donna del bianco · a3 donna del nero · g2 pedone del bianco · h2 pedone del bianco · g1 re del bianco | a8 torre del nero · h8 re del nero · g7 pedone del nero · h7 pedone del nero · g5 cavallo del bianco · c4 donna del bianco · a3 donna del nero · g2 pedone del bianco · h2 pedone del bianco · g1 re del bianco | a8 torre del nero · h8 re del nero · g7 pedone del nero · h7 pedone del nero · g5 cavallo del bianco · c4 donna del bianco · a3 donna del nero · g2 pedone del bianco · h2 pedone del bianco · g1 re del bianco | 2 |
| 1 | a8 torre del nero · h8 re del nero · g7 pedone del nero · h7 pedone del nero · g5 cavallo del bianco · c4 donna del bianco · a3 donna del nero · g2 pedone del bianco · h2 pedone del bianco · g1 re del bianco | a8 torre del nero · h8 re del nero · g7 pedone del nero · h7 pedone del nero · g5 cavallo del bianco · c4 donna del bianco · a3 donna del nero · g2 pedone del bianco · h2 pedone del bianco · g1 re del bianco | a8 torre del nero · h8 re del nero · g7 pedone del nero · h7 pedone del nero · g5 cavallo del bianco · c4 donna del bianco · a3 donna del nero · g2 pedone del bianco · h2 pedone del bianco · g1 re del bianco | a8 torre del nero · h8 re del nero · g7 pedone del nero · h7 pedone del nero · g5 cavallo del bianco · c4 donna del bianco · a3 donna del nero · g2 pedone del bianco · h2 pedone del bianco · g1 re del bianco | a8 torre del nero · h8 re del nero · g7 pedone del nero · h7 pedone del nero · g5 cavallo del bianco · c4 donna del bianco · a3 donna del nero · g2 pedone del bianco · h2 pedone del bianco · g1 re del bianco | a8 torre del nero · h8 re del nero · g7 pedone del nero · h7 pedone del nero · g5 cavallo del bianco · c4 donna del bianco · a3 donna del nero · g2 pedone del bianco · h2 pedone del bianco · g1 re del bianco | a8 torre del nero · h8 re del nero · g7 pedone del nero · h7 pedone del nero · g5 cavallo del bianco · c4 donna del bianco · a3 donna del nero · g2 pedone del bianco · h2 pedone del bianco · g1 re del bianco | a8 torre del nero · h8 re del nero · g7 pedone del nero · h7 pedone del nero · g5 cavallo del bianco · c4 donna del bianco · a3 donna del nero · g2 pedone del bianco · h2 pedone del bianco · g1 re del bianco | 1 |
|   | a | b | c | d | e | f | g | h |   |

Dopo 1. Cf7+! Rg8 2. Ch6+ Rh8 3. Dg8+!! Txg8 La Torre blocca l'accesso della casa g8 occupandola. 4 Cf7 matto.
|   | a | b | c | d | e | f | g | h |   |
| 8 | g8 torre del nero · h8 re del nero · f7 cavallo del bianco · g7 pedone del nero · h7 pedone del nero · a3 donna del nero · g2 pedone del bianco · h2 pedone del bianco · g1 re del bianco | g8 torre del nero · h8 re del nero · f7 cavallo del bianco · g7 pedone del nero · h7 pedone del nero · a3 donna del nero · g2 pedone del bianco · h2 pedone del bianco · g1 re del bianco | g8 torre del nero · h8 re del nero · f7 cavallo del bianco · g7 pedone del nero · h7 pedone del nero · a3 donna del nero · g2 pedone del bianco · h2 pedone del bianco · g1 re del bianco | g8 torre del nero · h8 re del nero · f7 cavallo del bianco · g7 pedone del nero · h7 pedone del nero · a3 donna del nero · g2 pedone del bianco · h2 pedone del bianco · g1 re del bianco | g8 torre del nero · h8 re del nero · f7 cavallo del bianco · g7 pedone del nero · h7 pedone del nero · a3 donna del nero · g2 pedone del bianco · h2 pedone del bianco · g1 re del bianco | g8 torre del nero · h8 re del nero · f7 cavallo del bianco · g7 pedone del nero · h7 pedone del nero · a3 donna del nero · g2 pedone del bianco · h2 pedone del bianco · g1 re del bianco | g8 torre del nero · h8 re del nero · f7 cavallo del bianco · g7 pedone del nero · h7 pedone del nero · a3 donna del nero · g2 pedone del bianco · h2 pedone del bianco · g1 re del bianco | g8 torre del nero · h8 re del nero · f7 cavallo del bianco · g7 pedone del nero · h7 pedone del nero · a3 donna del nero · g2 pedone del bianco · h2 pedone del bianco · g1 re del bianco | 8 |
| 7 | g8 torre del nero · h8 re del nero · f7 cavallo del bianco · g7 pedone del nero · h7 pedone del nero · a3 donna del nero · g2 pedone del bianco · h2 pedone del bianco · g1 re del bianco | g8 torre del nero · h8 re del nero · f7 cavallo del bianco · g7 pedone del nero · h7 pedone del nero · a3 donna del nero · g2 pedone del bianco · h2 pedone del bianco · g1 re del bianco | g8 torre del nero · h8 re del nero · f7 cavallo del bianco · g7 pedone del nero · h7 pedone del nero · a3 donna del nero · g2 pedone del bianco · h2 pedone del bianco · g1 re del bianco | g8 torre del nero · h8 re del nero · f7 cavallo del bianco · g7 pedone del nero · h7 pedone del nero · a3 donna del nero · g2 pedone del bianco · h2 pedone del bianco · g1 re del bianco | g8 torre del nero · h8 re del nero · f7 cavallo del bianco · g7 pedone del nero · h7 pedone del nero · a3 donna del nero · g2 pedone del bianco · h2 pedone del bianco · g1 re del bianco | g8 torre del nero · h8 re del nero · f7 cavallo del bianco · g7 pedone del nero · h7 pedone del nero · a3 donna del nero · g2 pedone del bianco · h2 pedone del bianco · g1 re del bianco | g8 torre del nero · h8 re del nero · f7 cavallo del bianco · g7 pedone del nero · h7 pedone del nero · a3 donna del nero · g2 pedone del bianco · h2 pedone del bianco · g1 re del bianco | g8 torre del nero · h8 re del nero · f7 cavallo del bianco · g7 pedone del nero · h7 pedone del nero · a3 donna del nero · g2 pedone del bianco · h2 pedone del bianco · g1 re del bianco | 7 |
| 6 | g8 torre del nero · h8 re del nero · f7 cavallo del bianco · g7 pedone del nero · h7 pedone del nero · a3 donna del nero · g2 pedone del bianco · h2 pedone del bianco · g1 re del bianco | g8 torre del nero · h8 re del nero · f7 cavallo del bianco · g7 pedone del nero · h7 pedone del nero · a3 donna del nero · g2 pedone del bianco · h2 pedone del bianco · g1 re del bianco | g8 torre del nero · h8 re del nero · f7 cavallo del bianco · g7 pedone del nero · h7 pedone del nero · a3 donna del nero · g2 pedone del bianco · h2 pedone del bianco · g1 re del bianco | g8 torre del nero · h8 re del nero · f7 cavallo del bianco · g7 pedone del nero · h7 pedone del nero · a3 donna del nero · g2 pedone del bianco · h2 pedone del bianco · g1 re del bianco | g8 torre del nero · h8 re del nero · f7 cavallo del bianco · g7 pedone del nero · h7 pedone del nero · a3 donna del nero · g2 pedone del bianco · h2 pedone del bianco · g1 re del bianco | g8 torre del nero · h8 re del nero · f7 cavallo del bianco · g7 pedone del nero · h7 pedone del nero · a3 donna del nero · g2 pedone del bianco · h2 pedone del bianco · g1 re del bianco | g8 torre del nero · h8 re del nero · f7 cavallo del bianco · g7 pedone del nero · h7 pedone del nero · a3 donna del nero · g2 pedone del bianco · h2 pedone del bianco · g1 re del bianco | g8 torre del nero · h8 re del nero · f7 cavallo del bianco · g7 pedone del nero · h7 pedone del nero · a3 donna del nero · g2 pedone del bianco · h2 pedone del bianco · g1 re del bianco | 6 |
| 5 | g8 torre del nero · h8 re del nero · f7 cavallo del bianco · g7 pedone del nero · h7 pedone del nero · a3 donna del nero · g2 pedone del bianco · h2 pedone del bianco · g1 re del bianco | g8 torre del nero · h8 re del nero · f7 cavallo del bianco · g7 pedone del nero · h7 pedone del nero · a3 donna del nero · g2 pedone del bianco · h2 pedone del bianco · g1 re del bianco | g8 torre del nero · h8 re del nero · f7 cavallo del bianco · g7 pedone del nero · h7 pedone del nero · a3 donna del nero · g2 pedone del bianco · h2 pedone del bianco · g1 re del bianco | g8 torre del nero · h8 re del nero · f7 cavallo del bianco · g7 pedone del nero · h7 pedone del nero · a3 donna del nero · g2 pedone del bianco · h2 pedone del bianco · g1 re del bianco | g8 torre del nero · h8 re del nero · f7 cavallo del bianco · g7 pedone del nero · h7 pedone del nero · a3 donna del nero · g2 pedone del bianco · h2 pedone del bianco · g1 re del bianco | g8 torre del nero · h8 re del nero · f7 cavallo del bianco · g7 pedone del nero · h7 pedone del nero · a3 donna del nero · g2 pedone del bianco · h2 pedone del bianco · g1 re del bianco | g8 torre del nero · h8 re del nero · f7 cavallo del bianco · g7 pedone del nero · h7 pedone del nero · a3 donna del nero · g2 pedone del bianco · h2 pedone del bianco · g1 re del bianco | g8 torre del nero · h8 re del nero · f7 cavallo del bianco · g7 pedone del nero · h7 pedone del nero · a3 donna del nero · g2 pedone del bianco · h2 pedone del bianco · g1 re del bianco | 5 |
| 4 | g8 torre del nero · h8 re del nero · f7 cavallo del bianco · g7 pedone del nero · h7 pedone del nero · a3 donna del nero · g2 pedone del bianco · h2 pedone del bianco · g1 re del bianco | g8 torre del nero · h8 re del nero · f7 cavallo del bianco · g7 pedone del nero · h7 pedone del nero · a3 donna del nero · g2 pedone del bianco · h2 pedone del bianco · g1 re del bianco | g8 torre del nero · h8 re del nero · f7 cavallo del bianco · g7 pedone del nero · h7 pedone del nero · a3 donna del nero · g2 pedone del bianco · h2 pedone del bianco · g1 re del bianco | g8 torre del nero · h8 re del nero · f7 cavallo del bianco · g7 pedone del nero · h7 pedone del nero · a3 donna del nero · g2 pedone del bianco · h2 pedone del bianco · g1 re del bianco | g8 torre del nero · h8 re del nero · f7 cavallo del bianco · g7 pedone del nero · h7 pedone del nero · a3 donna del nero · g2 pedone del bianco · h2 pedone del bianco · g1 re del bianco | g8 torre del nero · h8 re del nero · f7 cavallo del bianco · g7 pedone del nero · h7 pedone del nero · a3 donna del nero · g2 pedone del bianco · h2 pedone del bianco · g1 re del bianco | g8 torre del nero · h8 re del nero · f7 cavallo del bianco · g7 pedone del nero · h7 pedone del nero · a3 donna del nero · g2 pedone del bianco · h2 pedone del bianco · g1 re del bianco | g8 torre del nero · h8 re del nero · f7 cavallo del bianco · g7 pedone del nero · h7 pedone del nero · a3 donna del nero · g2 pedone del bianco · h2 pedone del bianco · g1 re del bianco | 4 |
| 3 | g8 torre del nero · h8 re del nero · f7 cavallo del bianco · g7 pedone del nero · h7 pedone del nero · a3 donna del nero · g2 pedone del bianco · h2 pedone del bianco · g1 re del bianco | g8 torre del nero · h8 re del nero · f7 cavallo del bianco · g7 pedone del nero · h7 pedone del nero · a3 donna del nero · g2 pedone del bianco · h2 pedone del bianco · g1 re del bianco | g8 torre del nero · h8 re del nero · f7 cavallo del bianco · g7 pedone del nero · h7 pedone del nero · a3 donna del nero · g2 pedone del bianco · h2 pedone del bianco · g1 re del bianco | g8 torre del nero · h8 re del nero · f7 cavallo del bianco · g7 pedone del nero · h7 pedone del nero · a3 donna del nero · g2 pedone del bianco · h2 pedone del bianco · g1 re del bianco | g8 torre del nero · h8 re del nero · f7 cavallo del bianco · g7 pedone del nero · h7 pedone del nero · a3 donna del nero · g2 pedone del bianco · h2 pedone del bianco · g1 re del bianco | g8 torre del nero · h8 re del nero · f7 cavallo del bianco · g7 pedone del nero · h7 pedone del nero · a3 donna del nero · g2 pedone del bianco · h2 pedone del bianco · g1 re del bianco | g8 torre del nero · h8 re del nero · f7 cavallo del bianco · g7 pedone del nero · h7 pedone del nero · a3 donna del nero · g2 pedone del bianco · h2 pedone del bianco · g1 re del bianco | g8 torre del nero · h8 re del nero · f7 cavallo del bianco · g7 pedone del nero · h7 pedone del nero · a3 donna del nero · g2 pedone del bianco · h2 pedone del bianco · g1 re del bianco | 3 |
| 2 | g8 torre del nero · h8 re del nero · f7 cavallo del bianco · g7 pedone del nero · h7 pedone del nero · a3 donna del nero · g2 pedone del bianco · h2 pedone del bianco · g1 re del bianco | g8 torre del nero · h8 re del nero · f7 cavallo del bianco · g7 pedone del nero · h7 pedone del nero · a3 donna del nero · g2 pedone del bianco · h2 pedone del bianco · g1 re del bianco | g8 torre del nero · h8 re del nero · f7 cavallo del bianco · g7 pedone del nero · h7 pedone del nero · a3 donna del nero · g2 pedone del bianco · h2 pedone del bianco · g1 re del bianco | g8 torre del nero · h8 re del nero · f7 cavallo del bianco · g7 pedone del nero · h7 pedone del nero · a3 donna del nero · g2 pedone del bianco · h2 pedone del bianco · g1 re del bianco | g8 torre del nero · h8 re del nero · f7 cavallo del bianco · g7 pedone del nero · h7 pedone del nero · a3 donna del nero · g2 pedone del bianco · h2 pedone del bianco · g1 re del bianco | g8 torre del nero · h8 re del nero · f7 cavallo del bianco · g7 pedone del nero · h7 pedone del nero · a3 donna del nero · g2 pedone del bianco · h2 pedone del bianco · g1 re del bianco | g8 torre del nero · h8 re del nero · f7 cavallo del bianco · g7 pedone del nero · h7 pedone del nero · a3 donna del nero · g2 pedone del bianco · h2 pedone del bianco · g1 re del bianco | g8 torre del nero · h8 re del nero · f7 cavallo del bianco · g7 pedone del nero · h7 pedone del nero · a3 donna del nero · g2 pedone del bianco · h2 pedone del bianco · g1 re del bianco | 2 |
| 1 | g8 torre del nero · h8 re del nero · f7 cavallo del bianco · g7 pedone del nero · h7 pedone del nero · a3 donna del nero · g2 pedone del bianco · h2 pedone del bianco · g1 re del bianco | g8 torre del nero · h8 re del nero · f7 cavallo del bianco · g7 pedone del nero · h7 pedone del nero · a3 donna del nero · g2 pedone del bianco · h2 pedone del bianco · g1 re del bianco | g8 torre del nero · h8 re del nero · f7 cavallo del bianco · g7 pedone del nero · h7 pedone del nero · a3 donna del nero · g2 pedone del bianco · h2 pedone del bianco · g1 re del bianco | g8 torre del nero · h8 re del nero · f7 cavallo del bianco · g7 pedone del nero · h7 pedone del nero · a3 donna del nero · g2 pedone del bianco · h2 pedone del bianco · g1 re del bianco | g8 torre del nero · h8 re del nero · f7 cavallo del bianco · g7 pedone del nero · h7 pedone del nero · a3 donna del nero · g2 pedone del bianco · h2 pedone del bianco · g1 re del bianco | g8 torre del nero · h8 re del nero · f7 cavallo del bianco · g7 pedone del nero · h7 pedone del nero · a3 donna del nero · g2 pedone del bianco · h2 pedone del bianco · g1 re del bianco | g8 torre del nero · h8 re del nero · f7 cavallo del bianco · g7 pedone del nero · h7 pedone del nero · a3 donna del nero · g2 pedone del bianco · h2 pedone del bianco · g1 re del bianco | g8 torre del nero · h8 re del nero · f7 cavallo del bianco · g7 pedone del nero · h7 pedone del nero · a3 donna del nero · g2 pedone del bianco · h2 pedone del bianco · g1 re del bianco | 1 |
|   | a | b | c | d | e | f | g | h |   |